# Лесное кладбище (Челябинск)
«Лесное» кладбище — кладбище, расположенное в Советском районе на южной окраине города Челябинска, к югу от посёлка Мебельный. Ограничено улицами Блюхера (возле перекрёстка с ул. Кузнецова), Центральная, Дундича, Новосельская (проезд на улицу).  
Кладбище закрыто для новых захоронений, играет роль мемориального комплекса.

## Мемориалы, расположенные на кладбище

### Мемориальный комплекс с братскими могилами умерших вэвакогоспиталяхгорода Челябинска

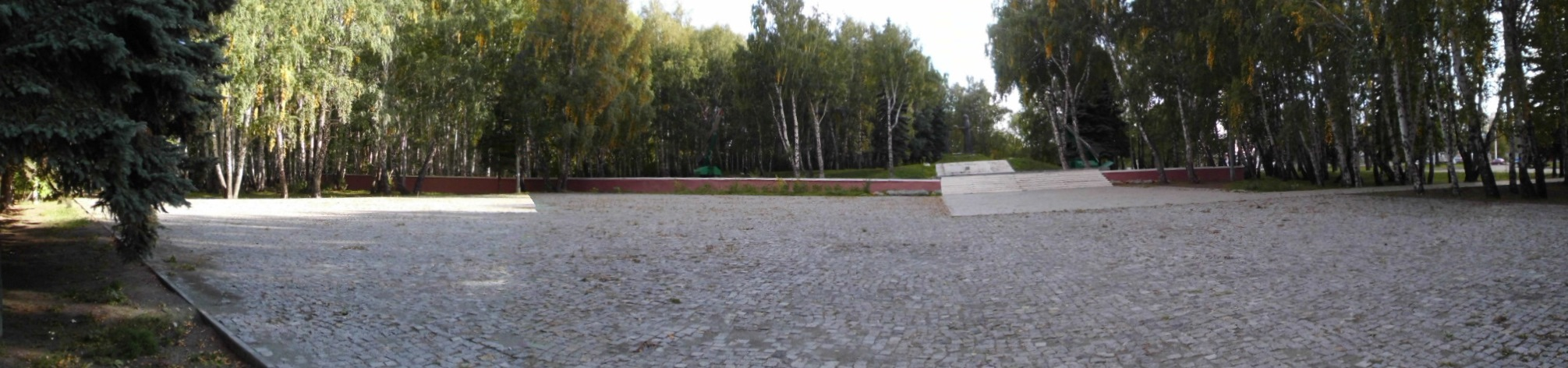
Мемориальный комплекс, слева братские могилы, справа памятник

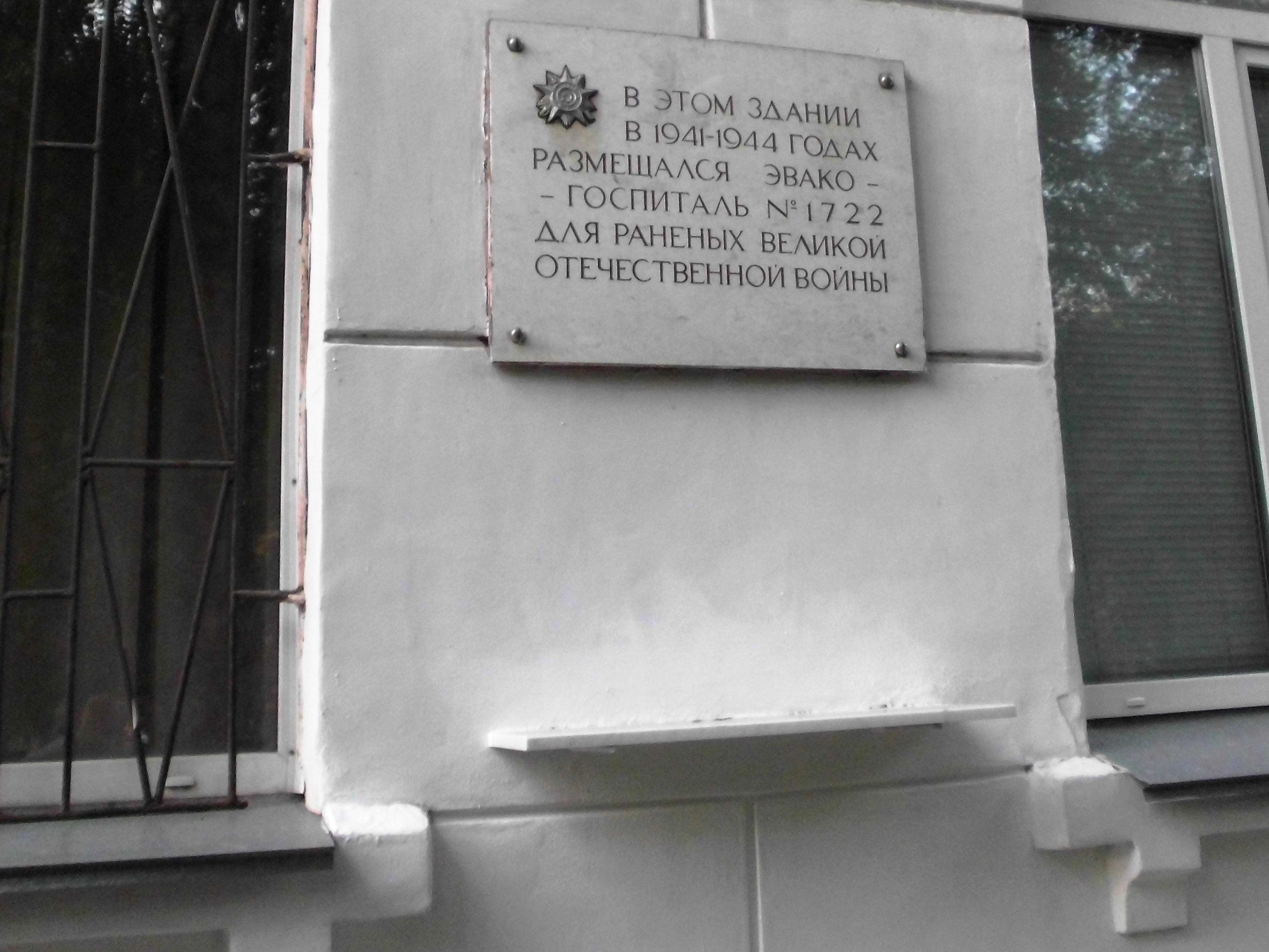
К примеру, в здании школы № 58 (ныне учебный корпус № 2 ЧГИК) был развёрнут 1722-й эвакогоспиталь

На Лесном кладбище покоятся около 200 погибших в госпиталях Челябинска, от ран в Великой Отечественной войне. 9 мая 1965 года на кладбище, над каждой могилой, была установлена мемориальная плита с указанием имен всех умерших. Беломраморная плита, прямоугольной формы со скосом. Вверху на каждой плите была укреплена бронзовая звезда. Размеры каждой плиты 0,4×0,5 м.
На кладбище находится памятник «Скорбящие матери», который был открыт 9 мая 1975 году. Представляет собой две фигуры, созданные из меди, к ним ведут несколько ступеней. Две женщины держат в руках каску солдата. Входит в мемориальный комплекс с братскими могилами «Память» расположенный на кладбище.
В праздничные дни, возле мемориала, горожане возлагают цветы. В годы войны в многих зданиях открывались тыловые военные госпитали, врачи вылечивали более 100 тысяч человек, а тех кого не получалось спасти, хоронили на этом кладбище.
Некоторые из надгробий:

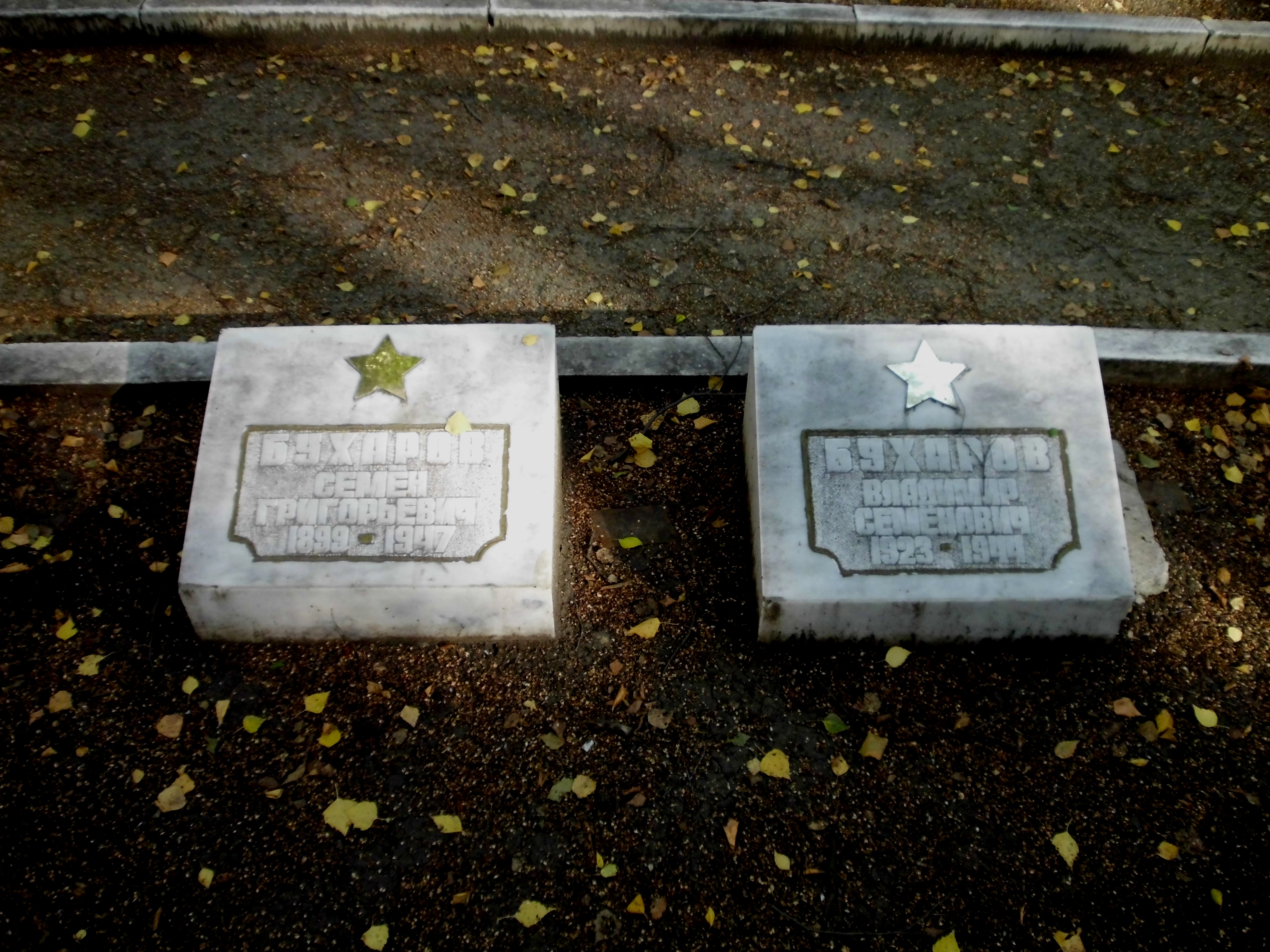
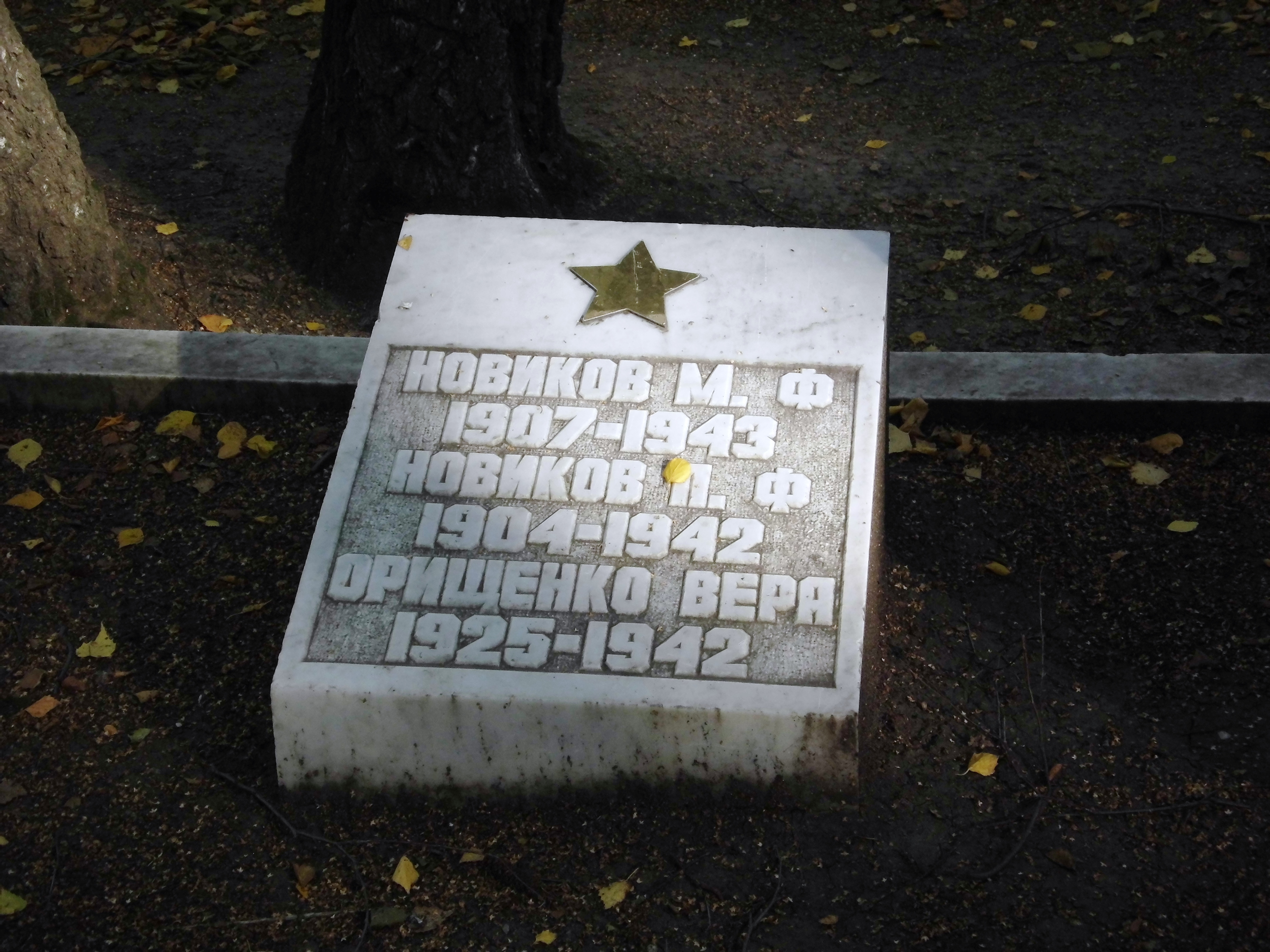
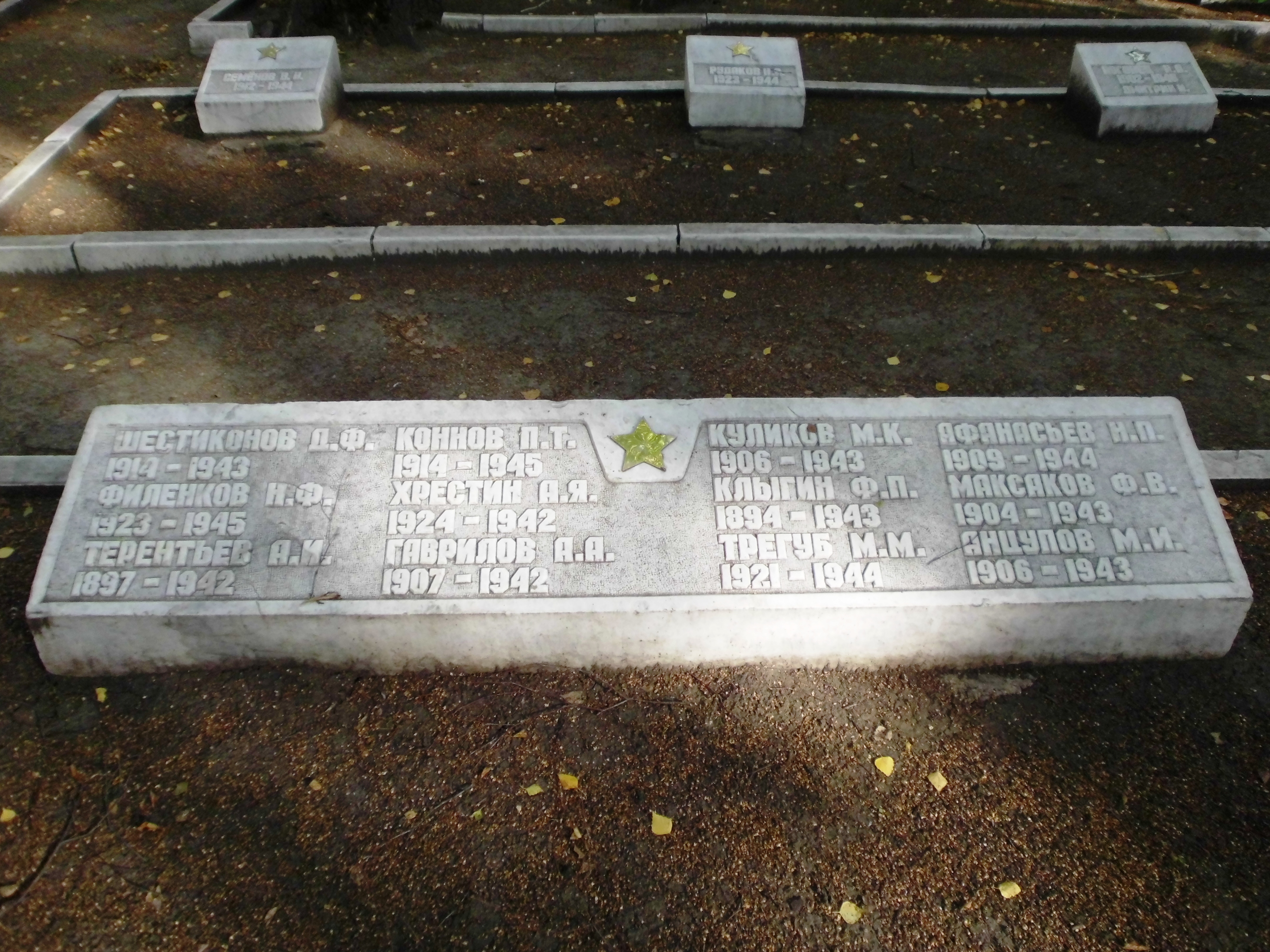
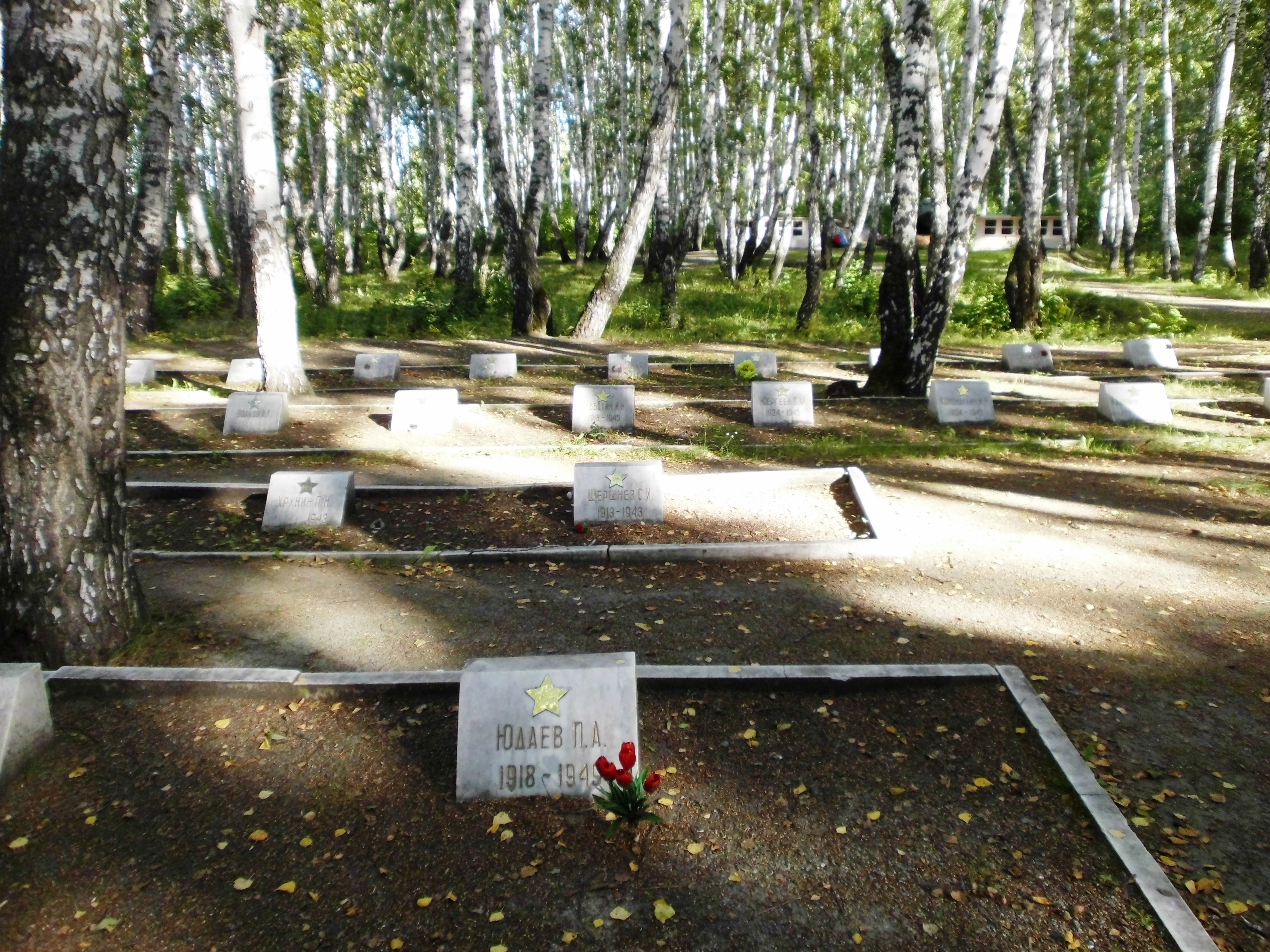

Списки похороненных в братской могиле (для увеличения изображения надо нажать курсором по фотографии):

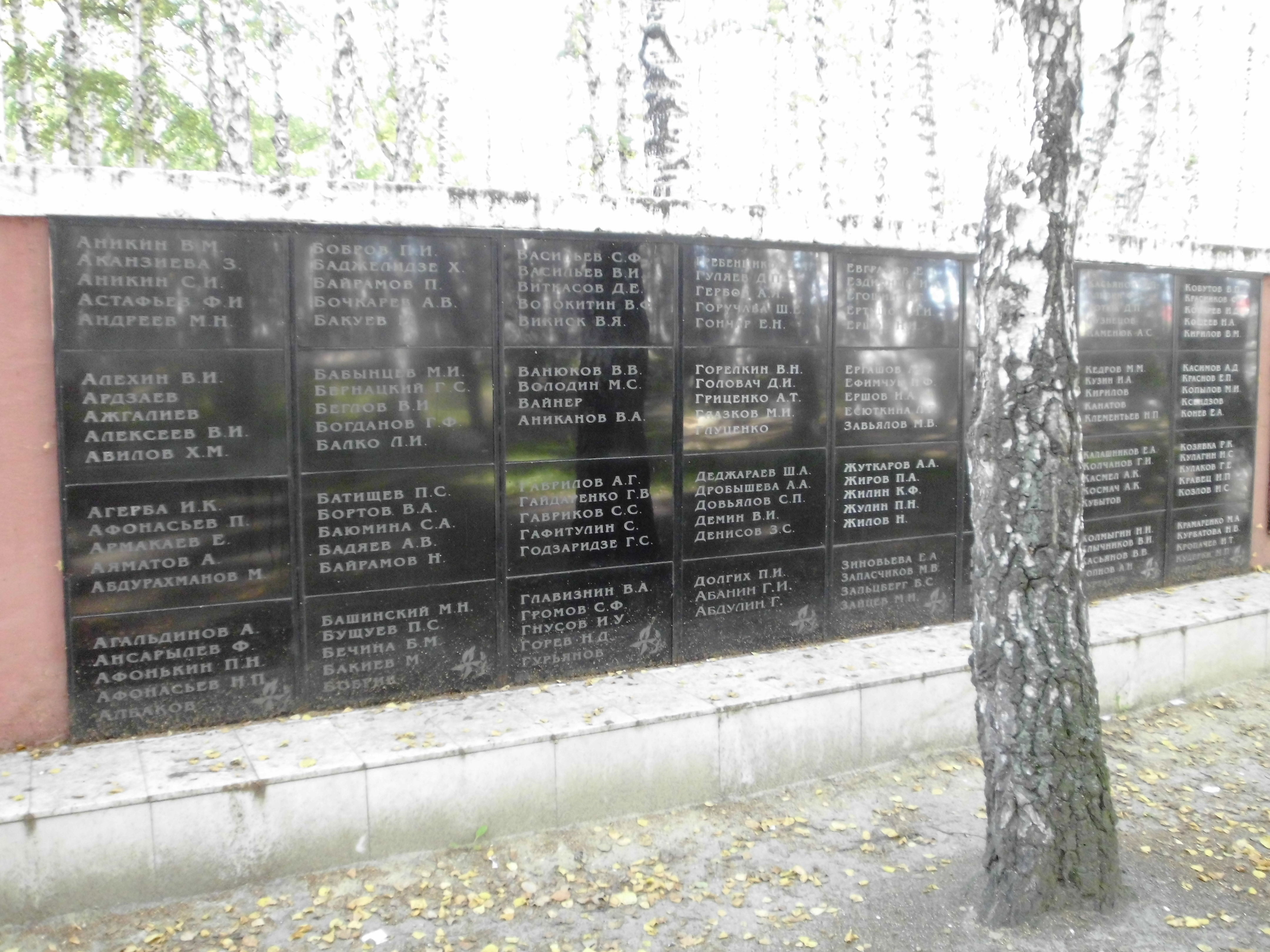
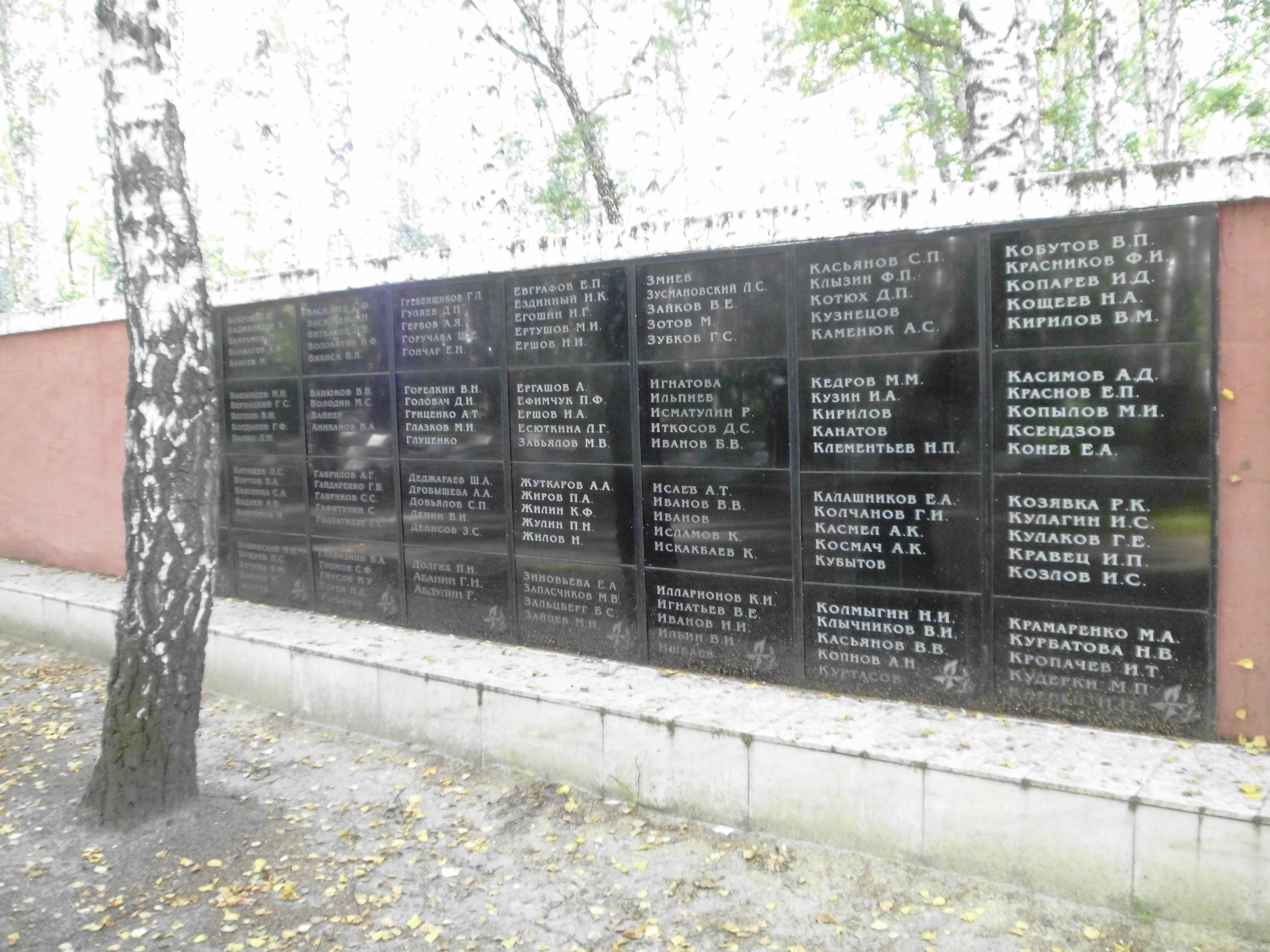
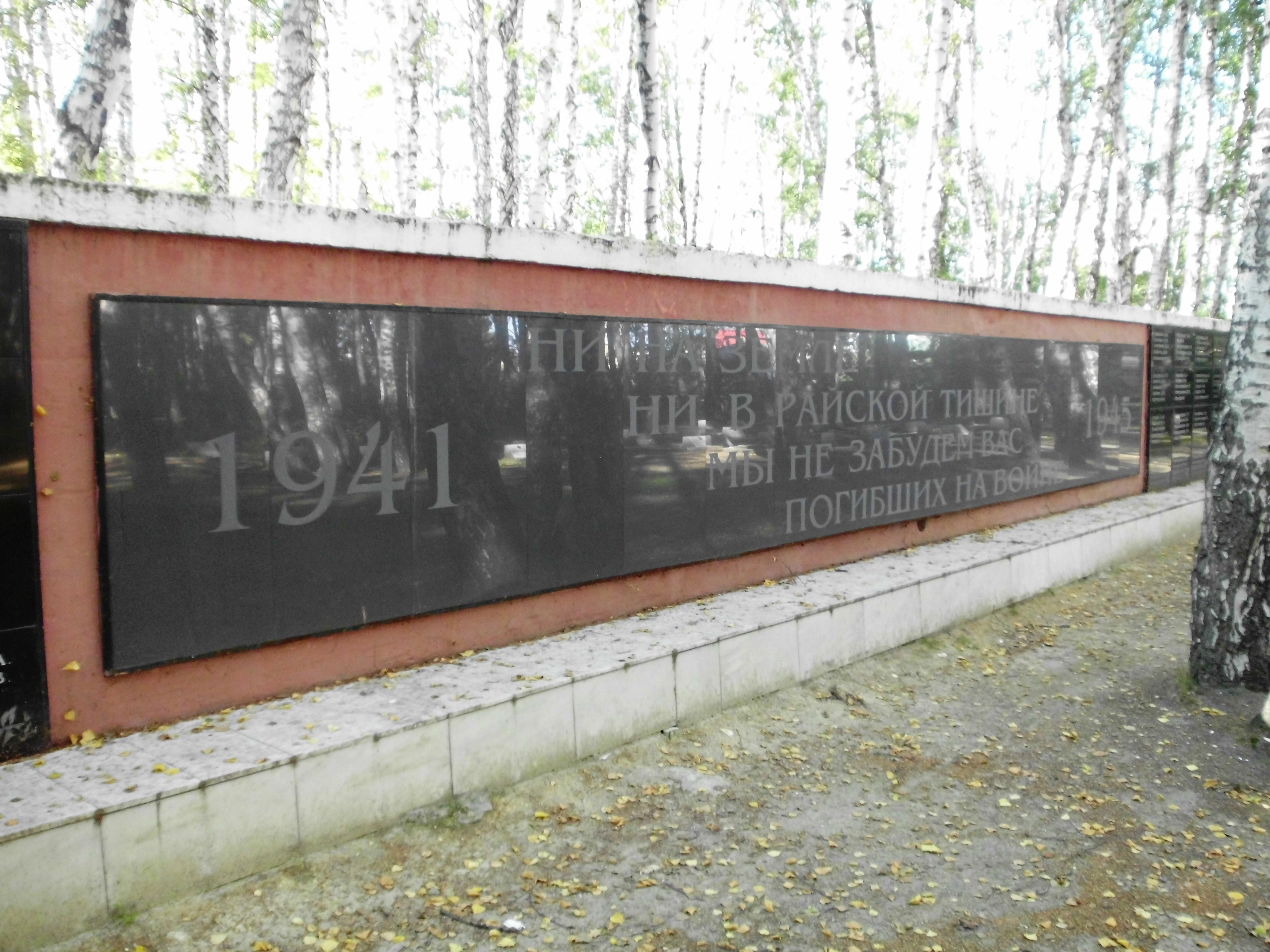
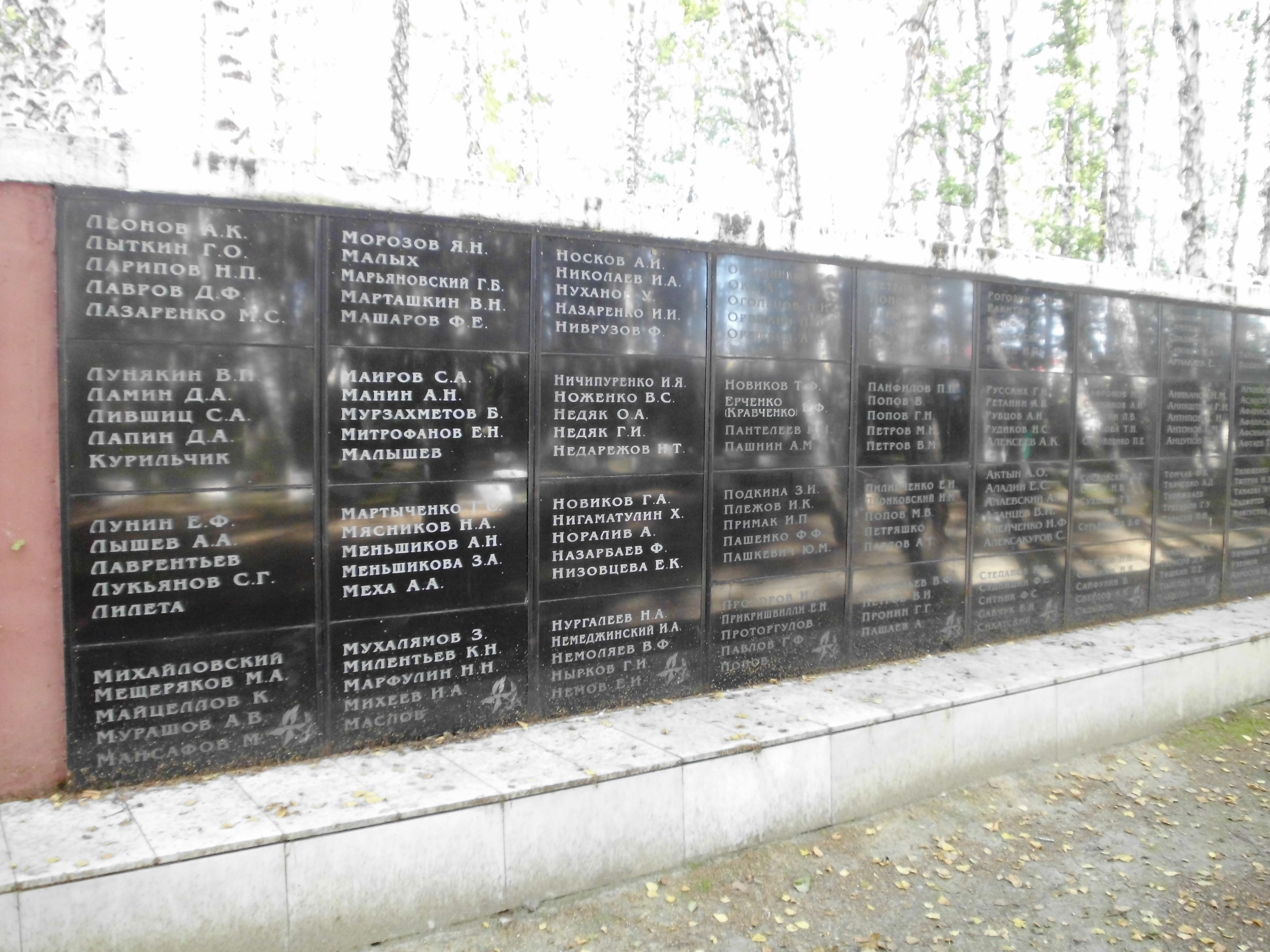
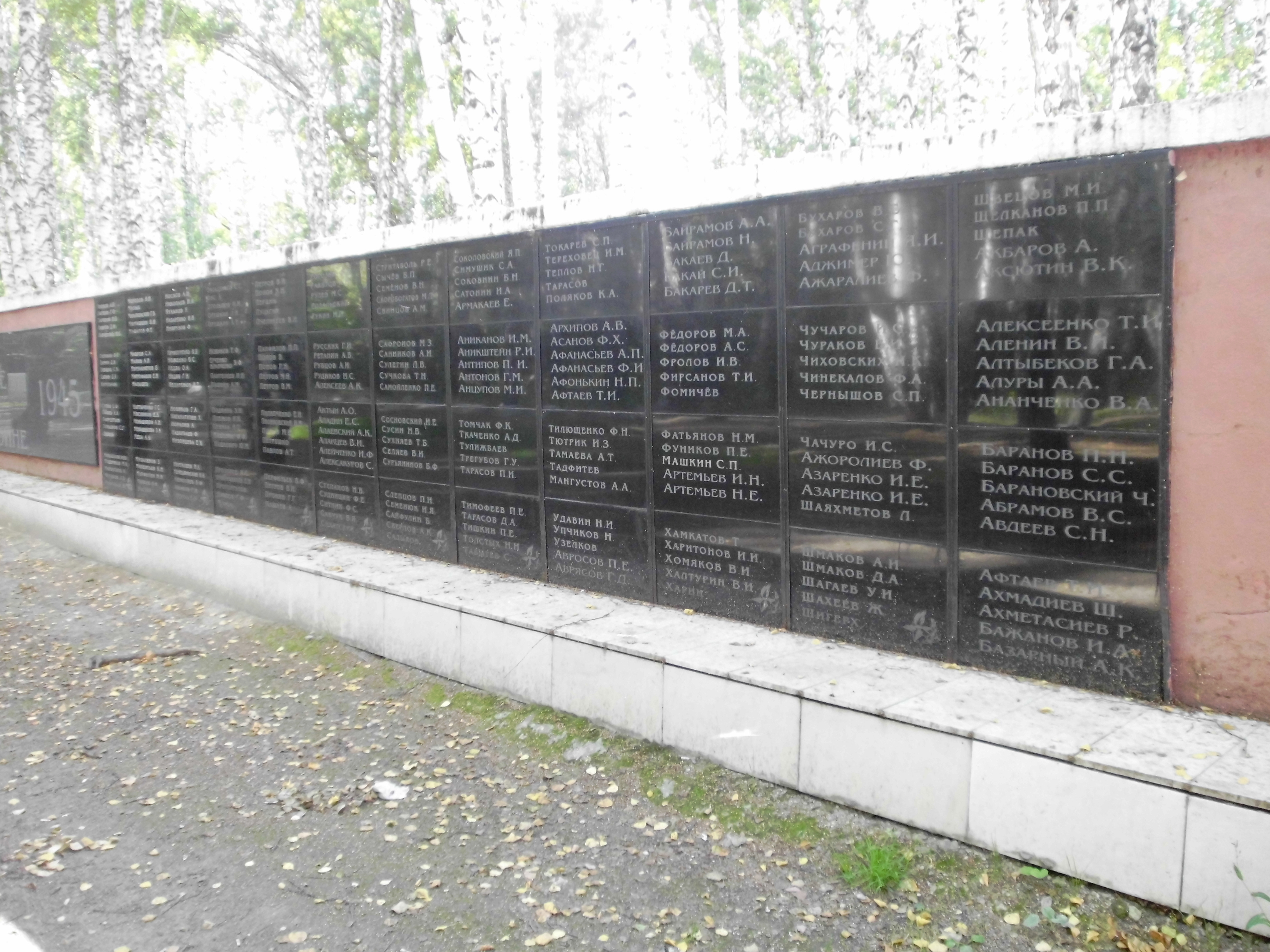

Военная техника на постаментах в составе мемориального комплекса:

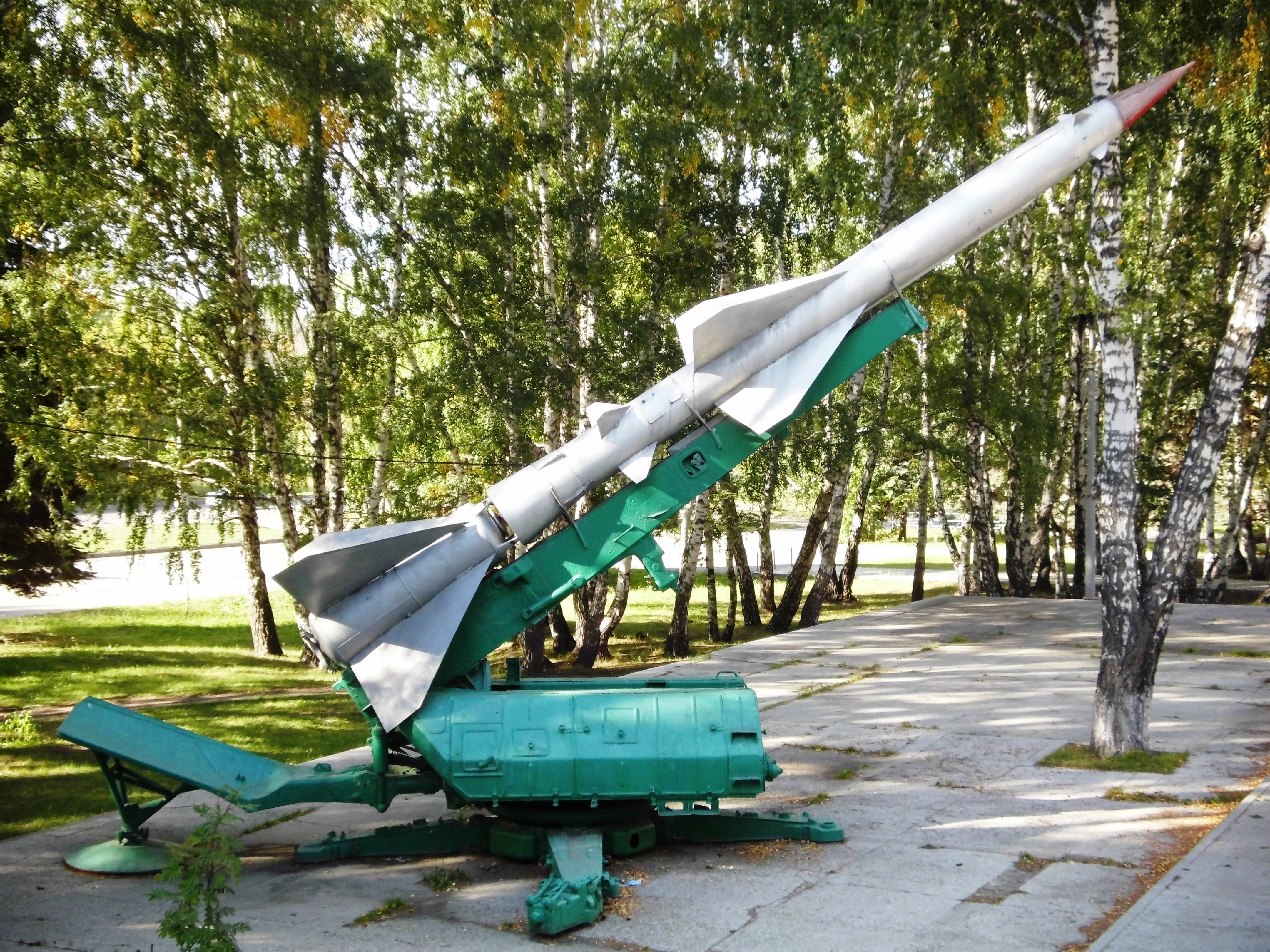
2 пусковые установки СМ-90 ЗРК С-75 по обе стороны от памятника
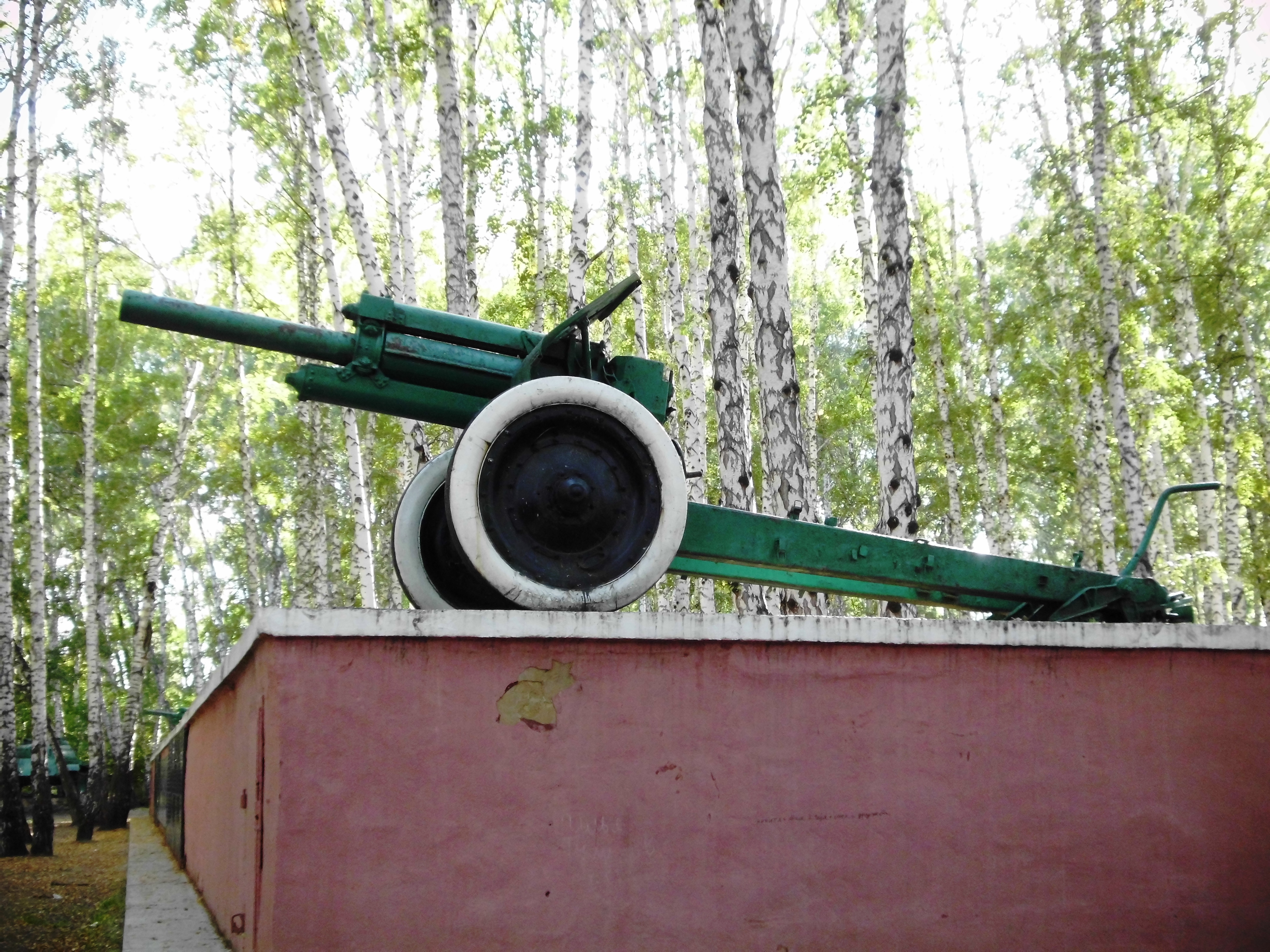
2 122-мм гаубицы М-30 по углам стены ограждающей могилы
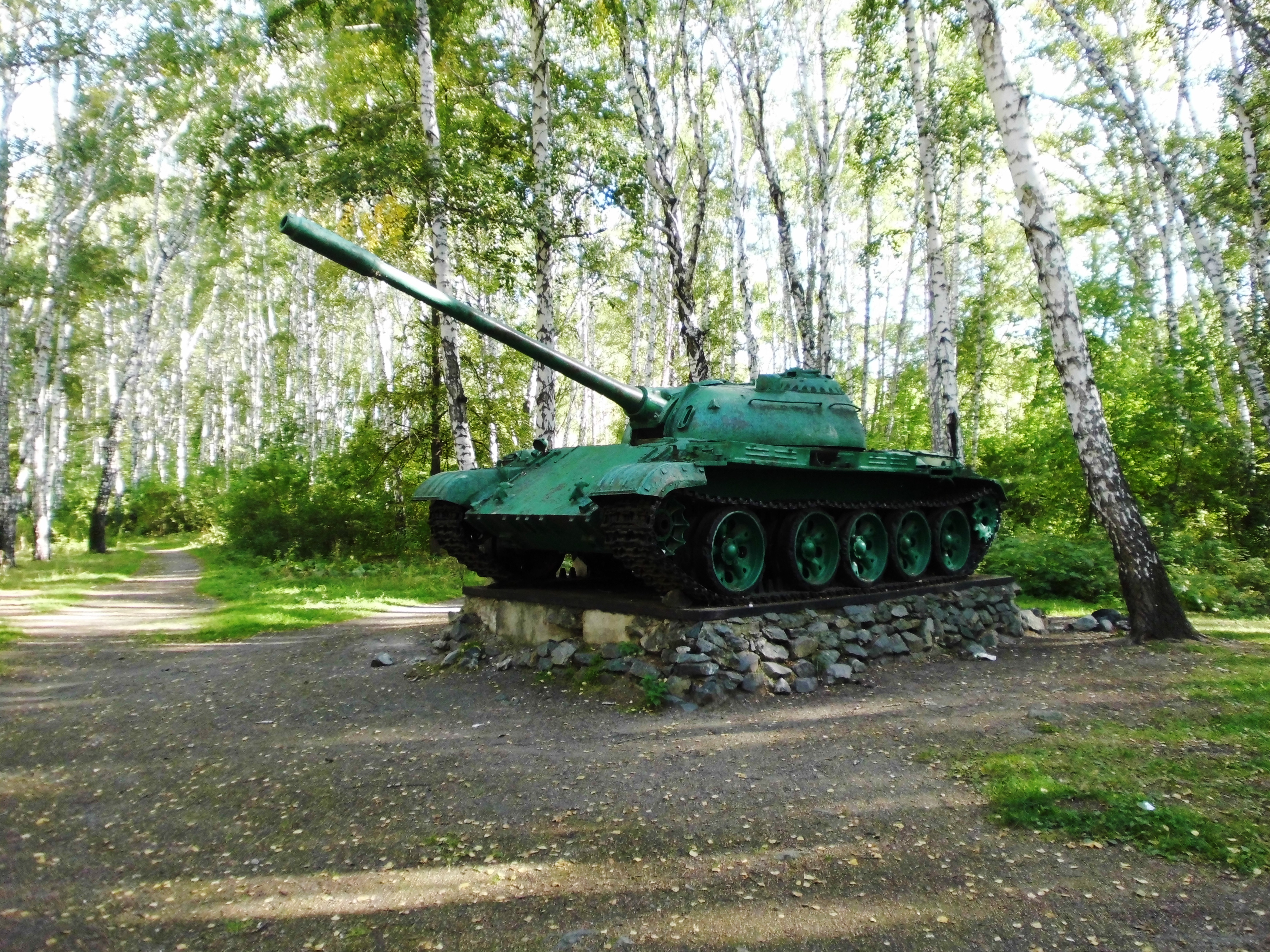
Танк Т-55 с южной стороны (справа) от могил
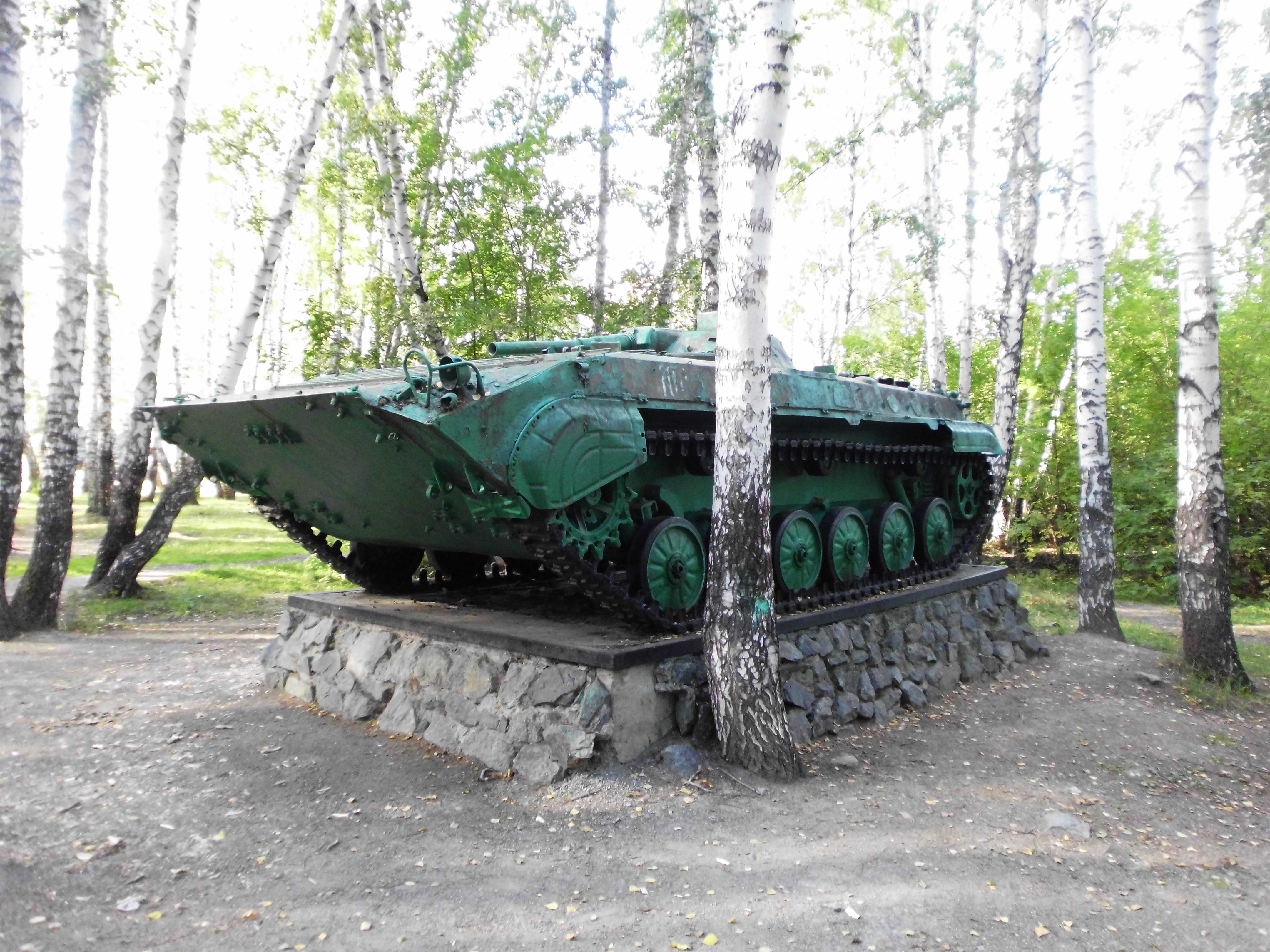
Боевая машины пехоты БМП-1 с северной стороны (слева) от могил

### Памятник погибшим воинам-афганцам
Расположен на Лесном кладбище за братскими могилами (западнее). Был отреставрирован в 2015 году с привлечением ветеранских и патриотических организаций города. Мемориал посвящён погибшим воинам-интернационалистам челябинцам, исполнявшим воинский долг в республике Афганистан.

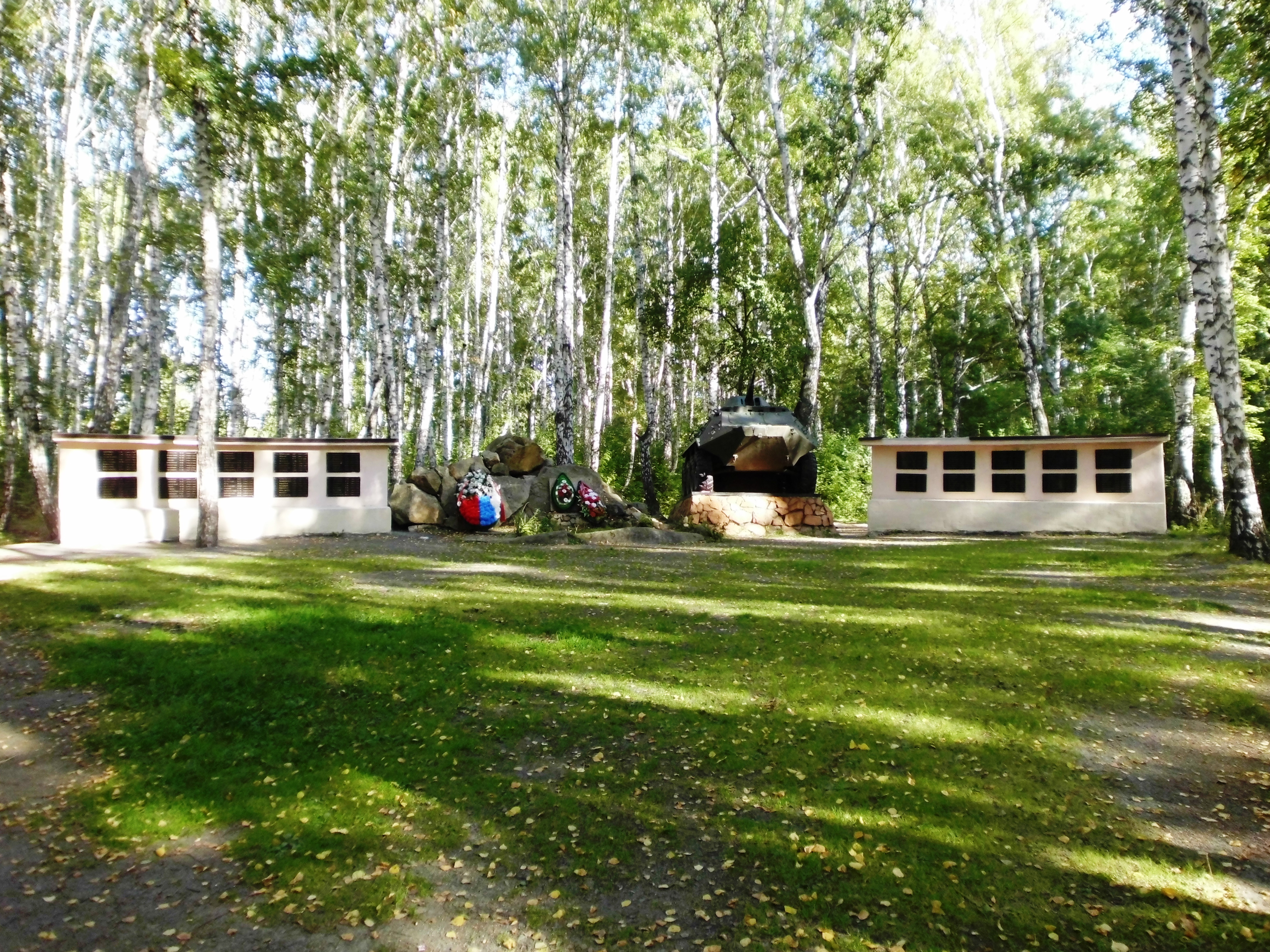
Общий вид памятника со стороны братских могил
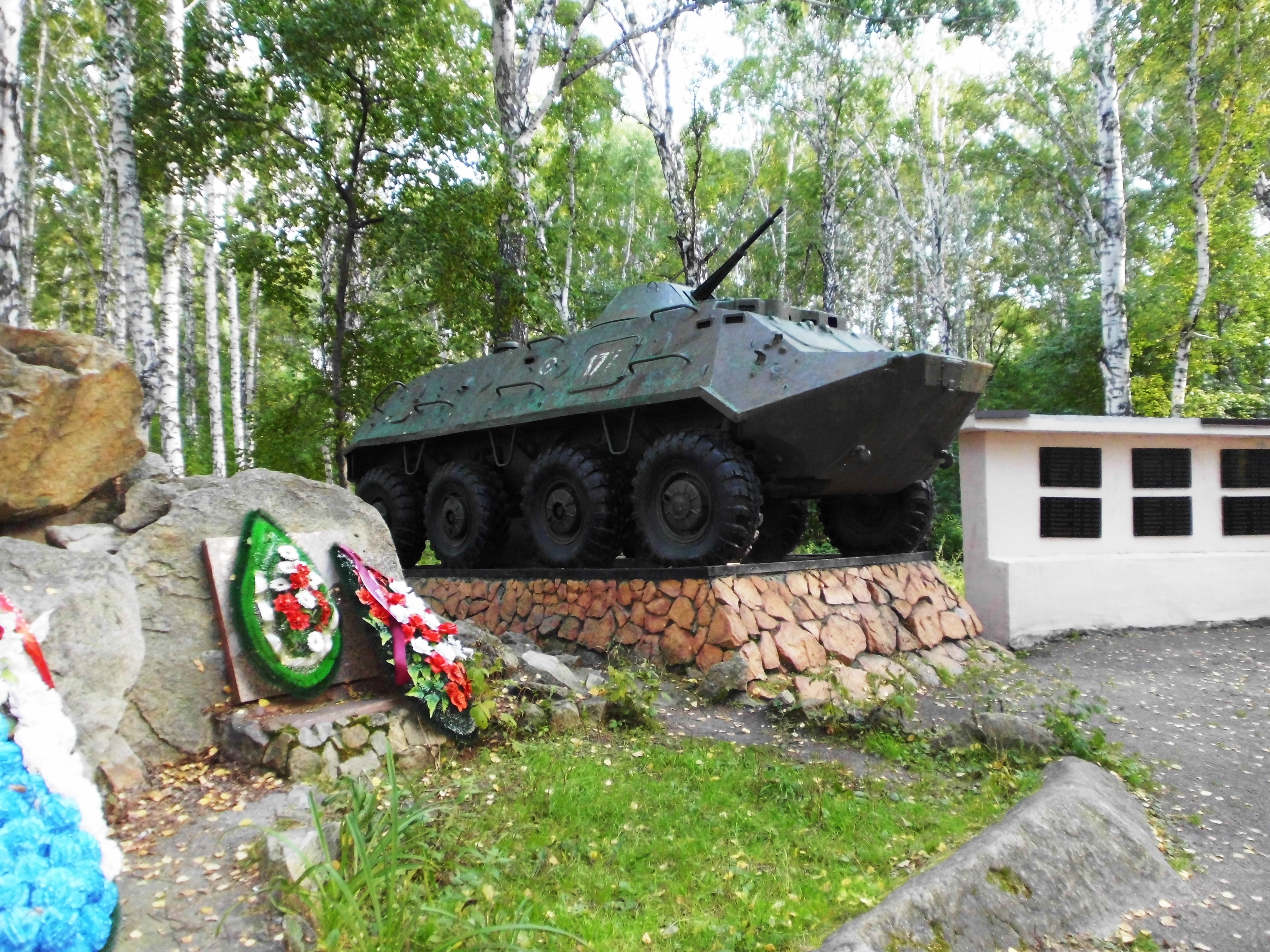
Памятная плита и бронетранспортёр БТР-60 на постаменте
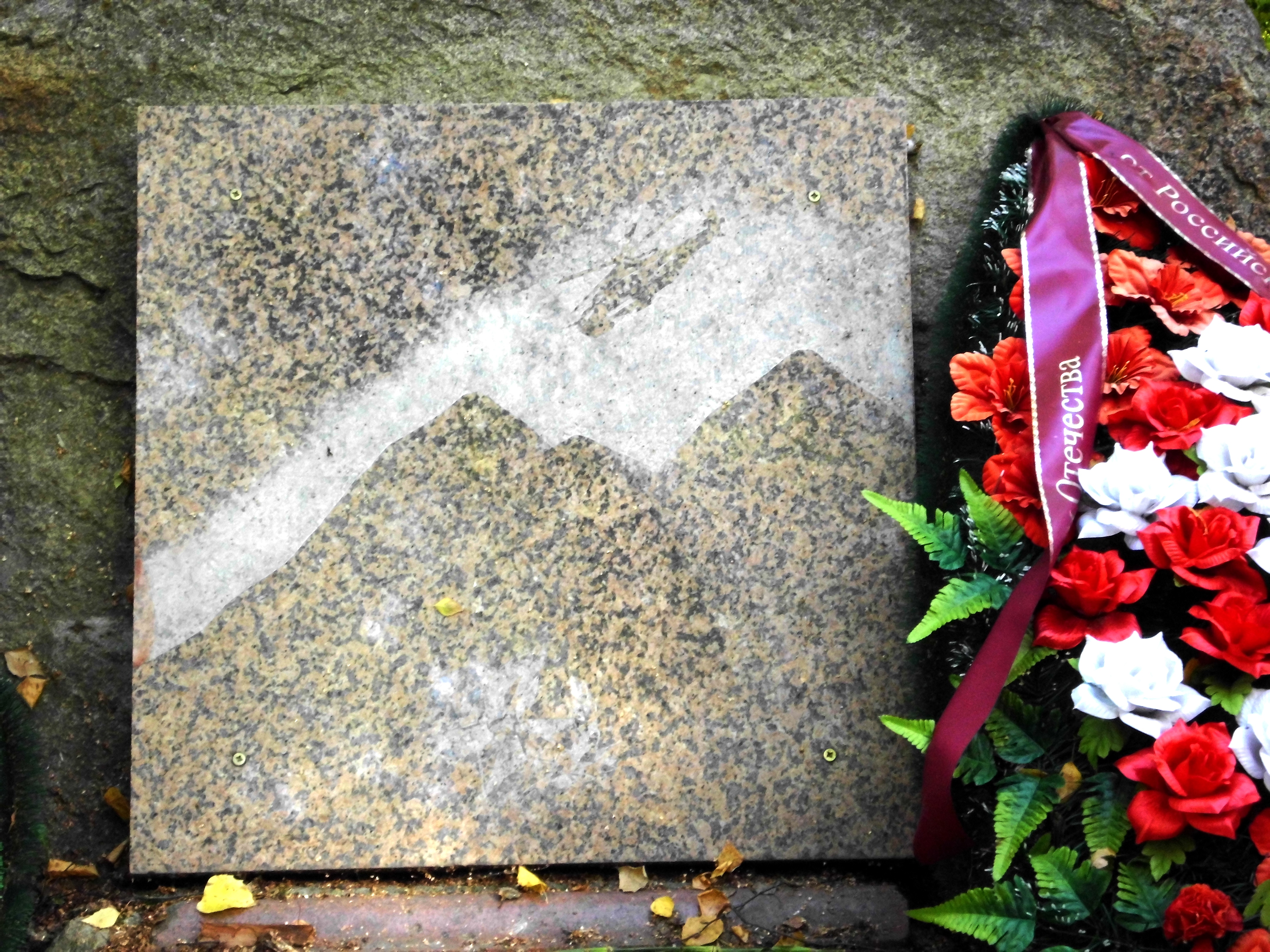
Памятная плита памятника символизирующая горы и вертолёт Ми-24 над ними
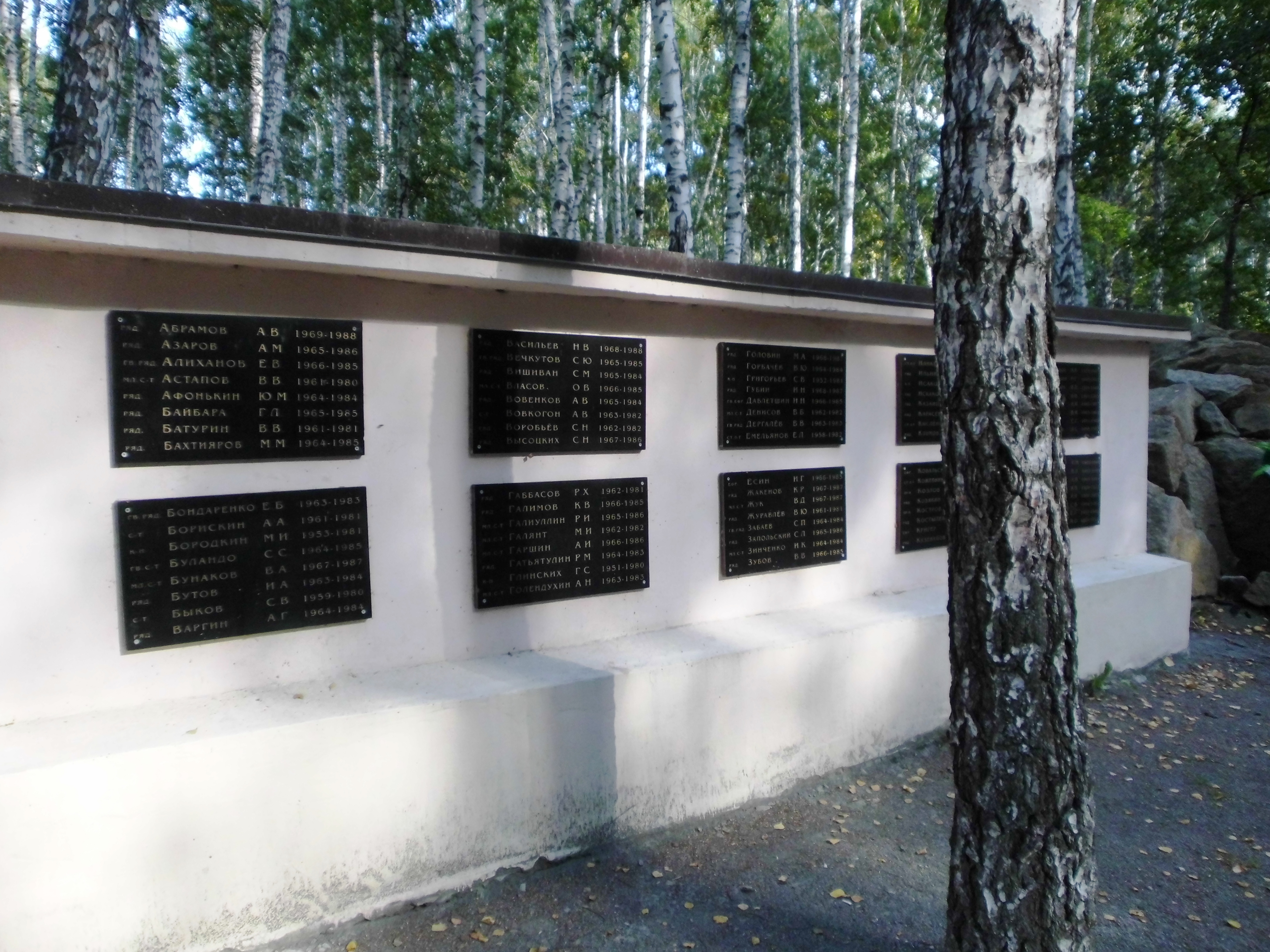
Списки погибших (левая половина)
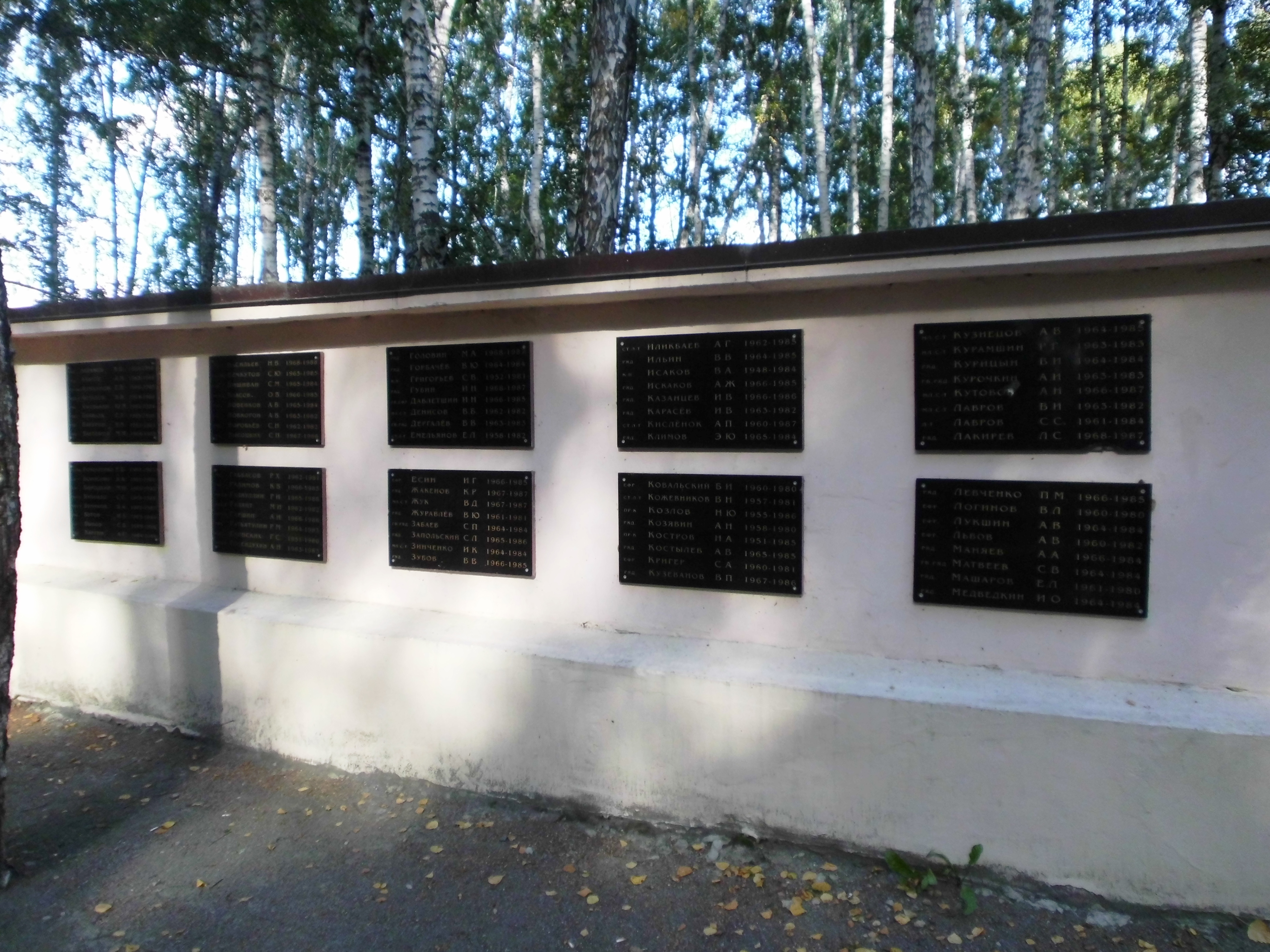
Списки погибших (левая половина с другого ракурса)
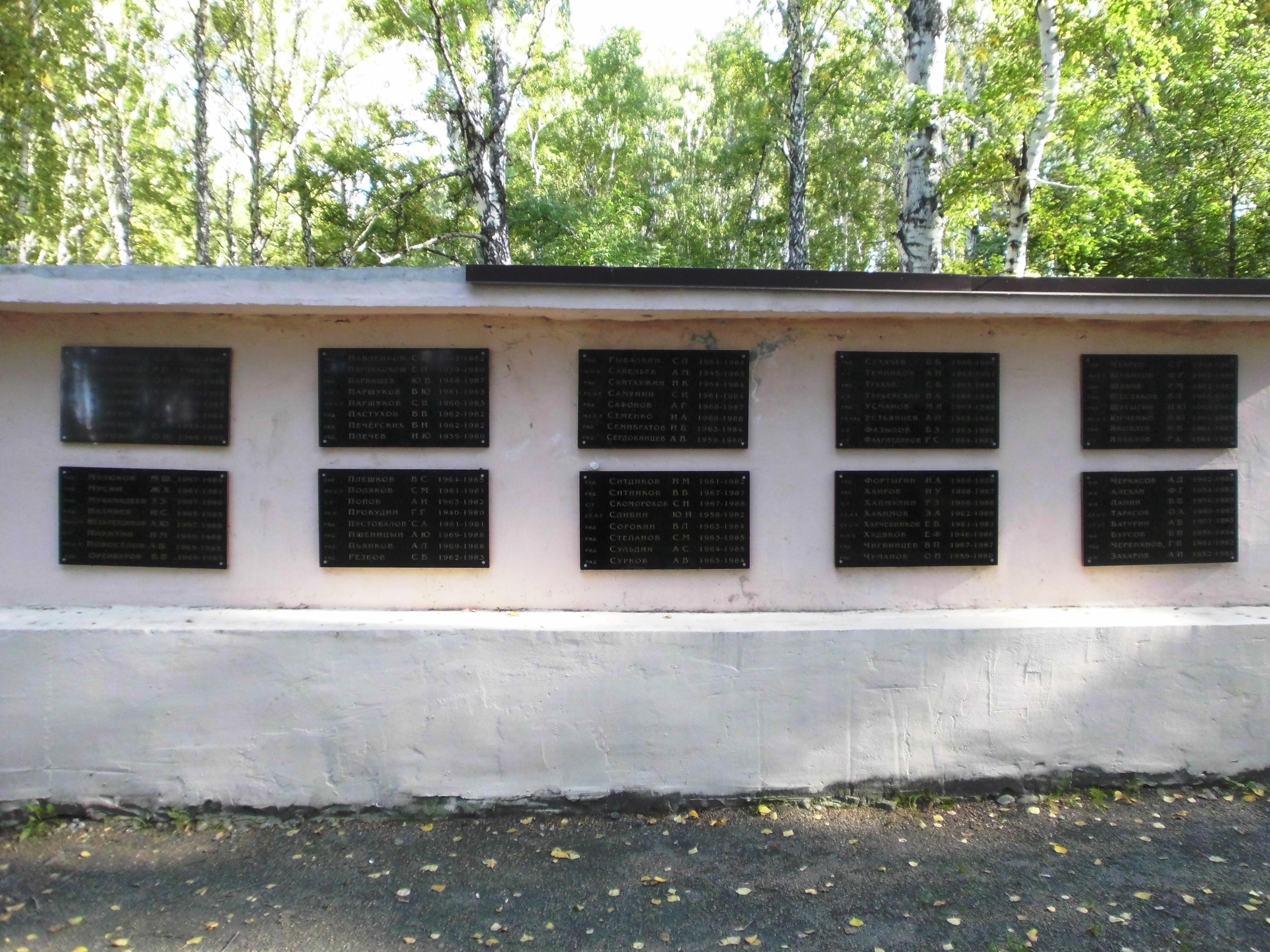
Списки погибших (правая половина)

### Другие захоронения
На Лесном кладбище есть и другие захоронения, в том числе интернированных в годы ВОВ военнопленных. Также, на Лесном кладбище в 1949 — 1975 гг. находилось братское захоронение и «Памятник лётчикам» погибших в годы Гражданской войны (1919) в Челябинске, при освобождении Челябинска от армии Колчака. Памятник перенесён в расположенное неподалёку, возле городского бора, «Митрофановское» кладбище.
Кладбище не огорожено, часть старых могил обезличена, на большинстве могил отсутствуют надгробия и ограды.

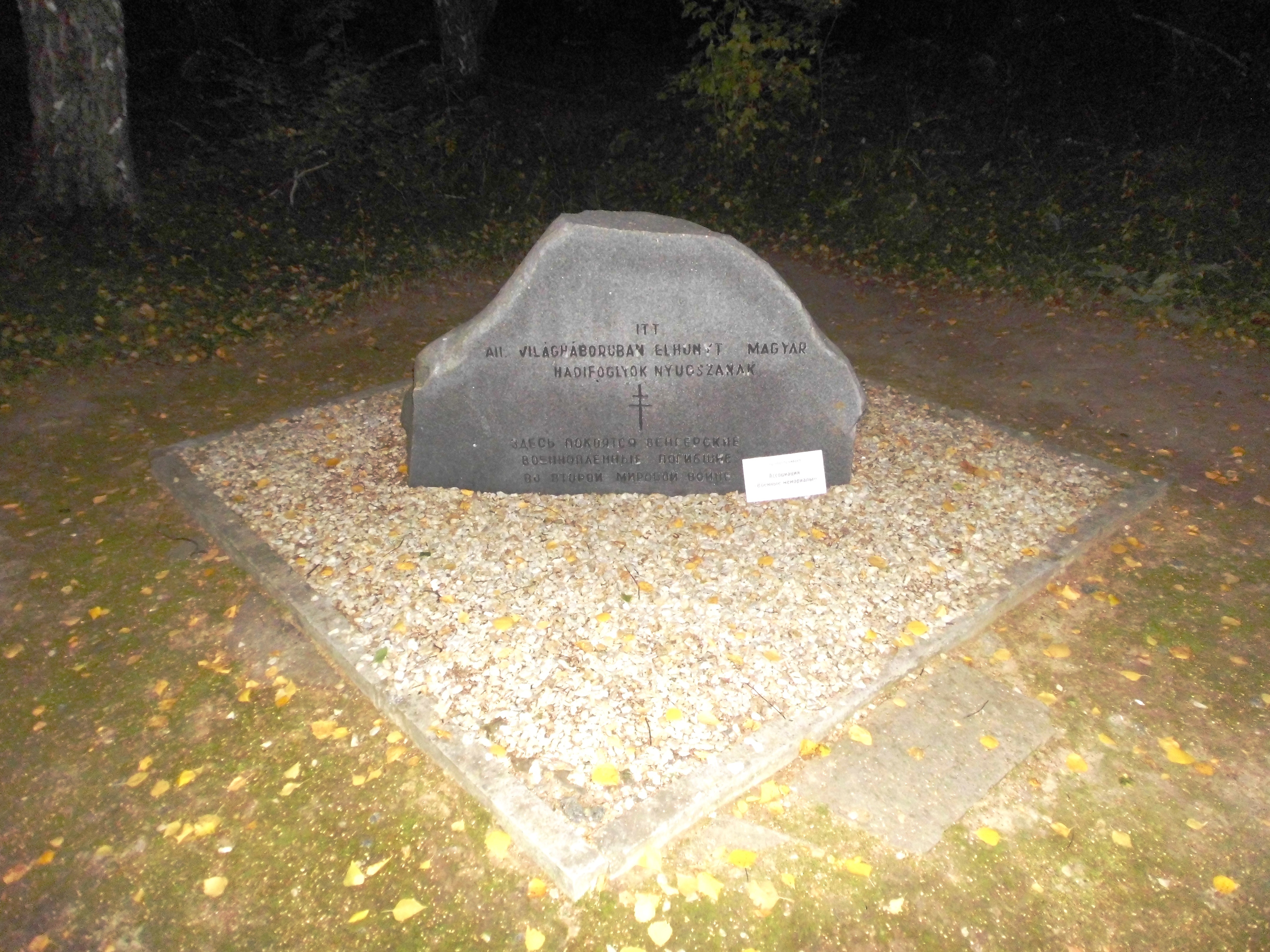
Братская могила венгерских военнопленных умерших в годы Второй мировой войны
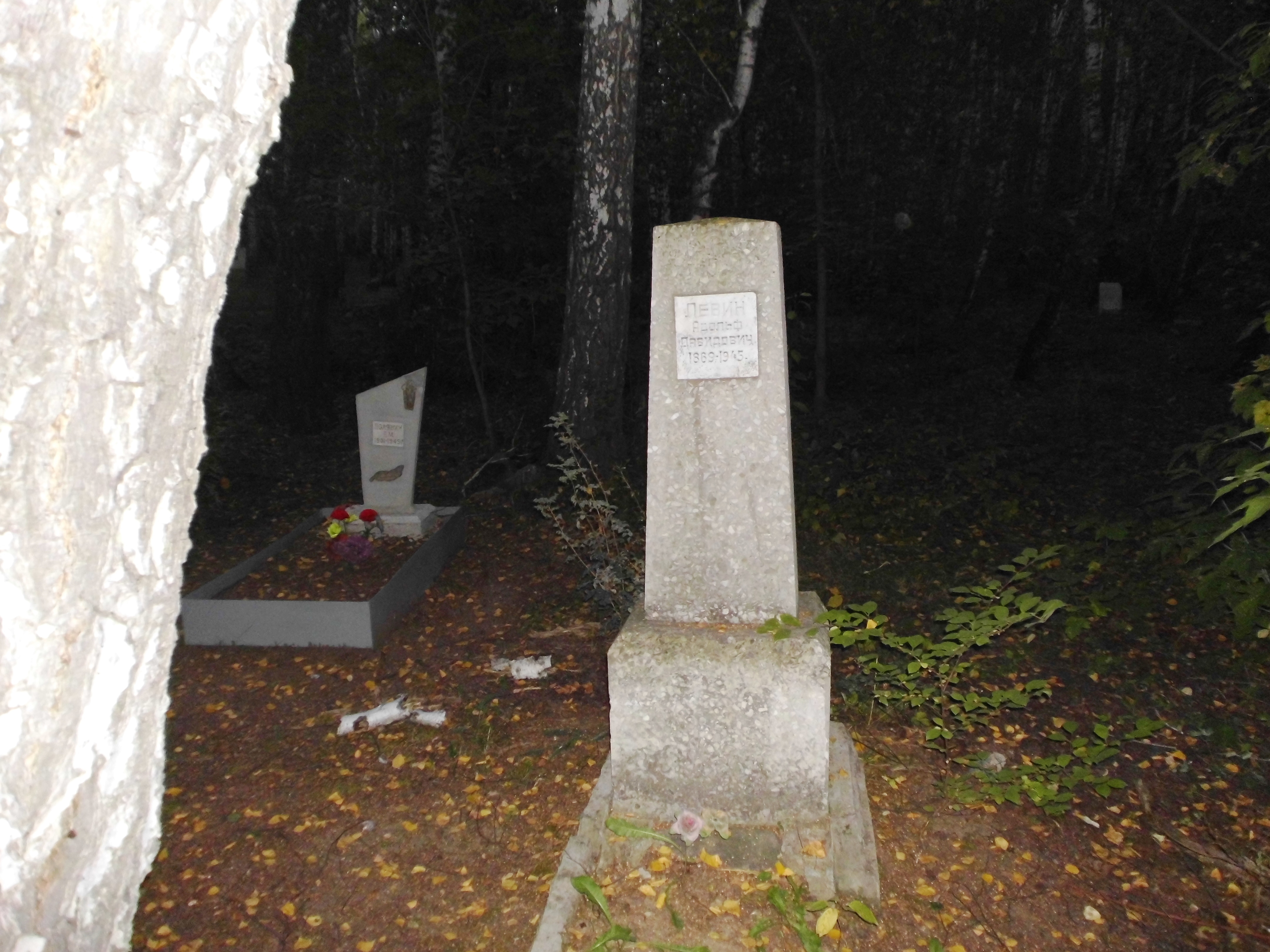
Могилы с другими захоронениями
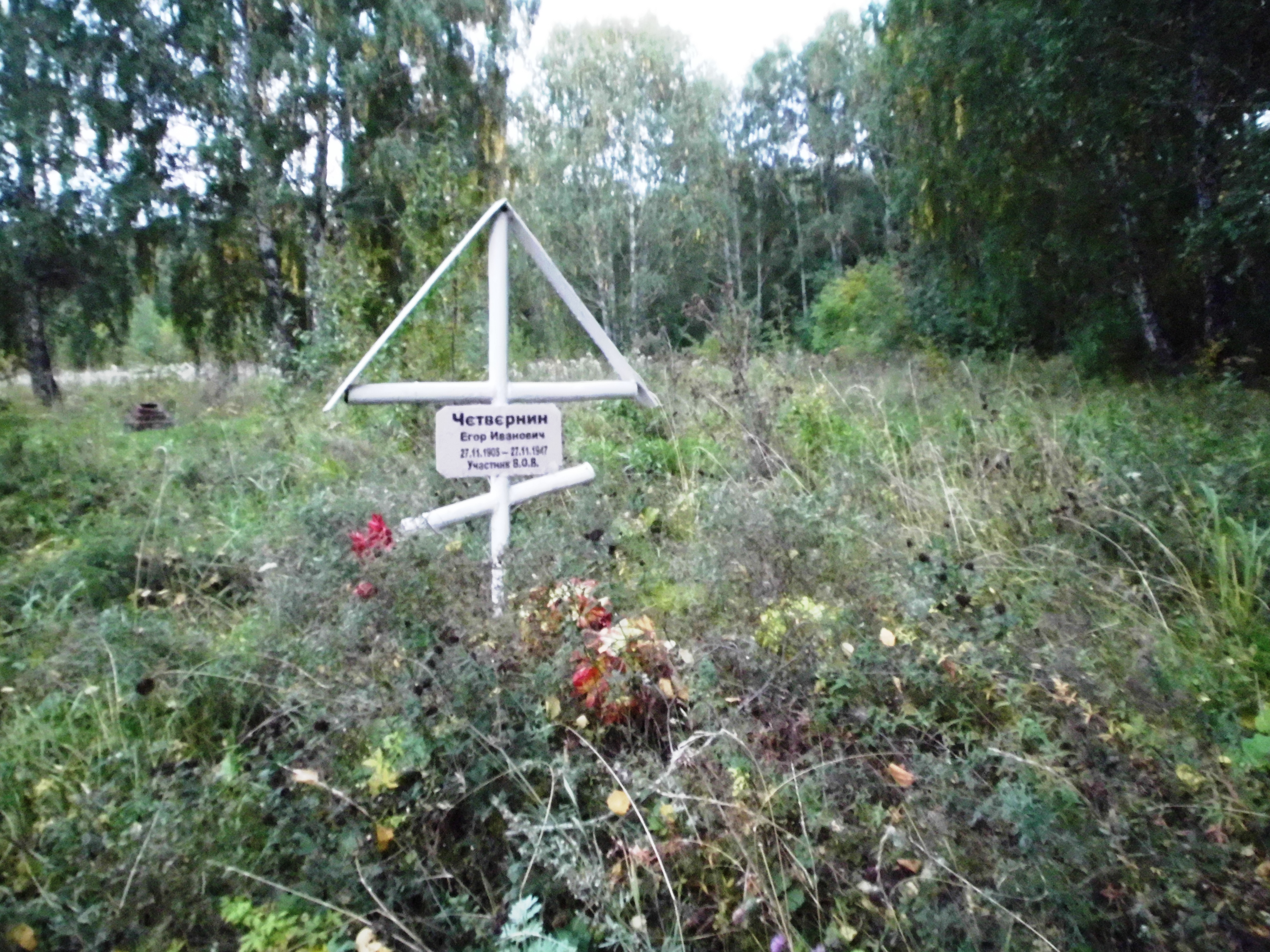
Надмогильные памятники и кресты остались не на многих могилах
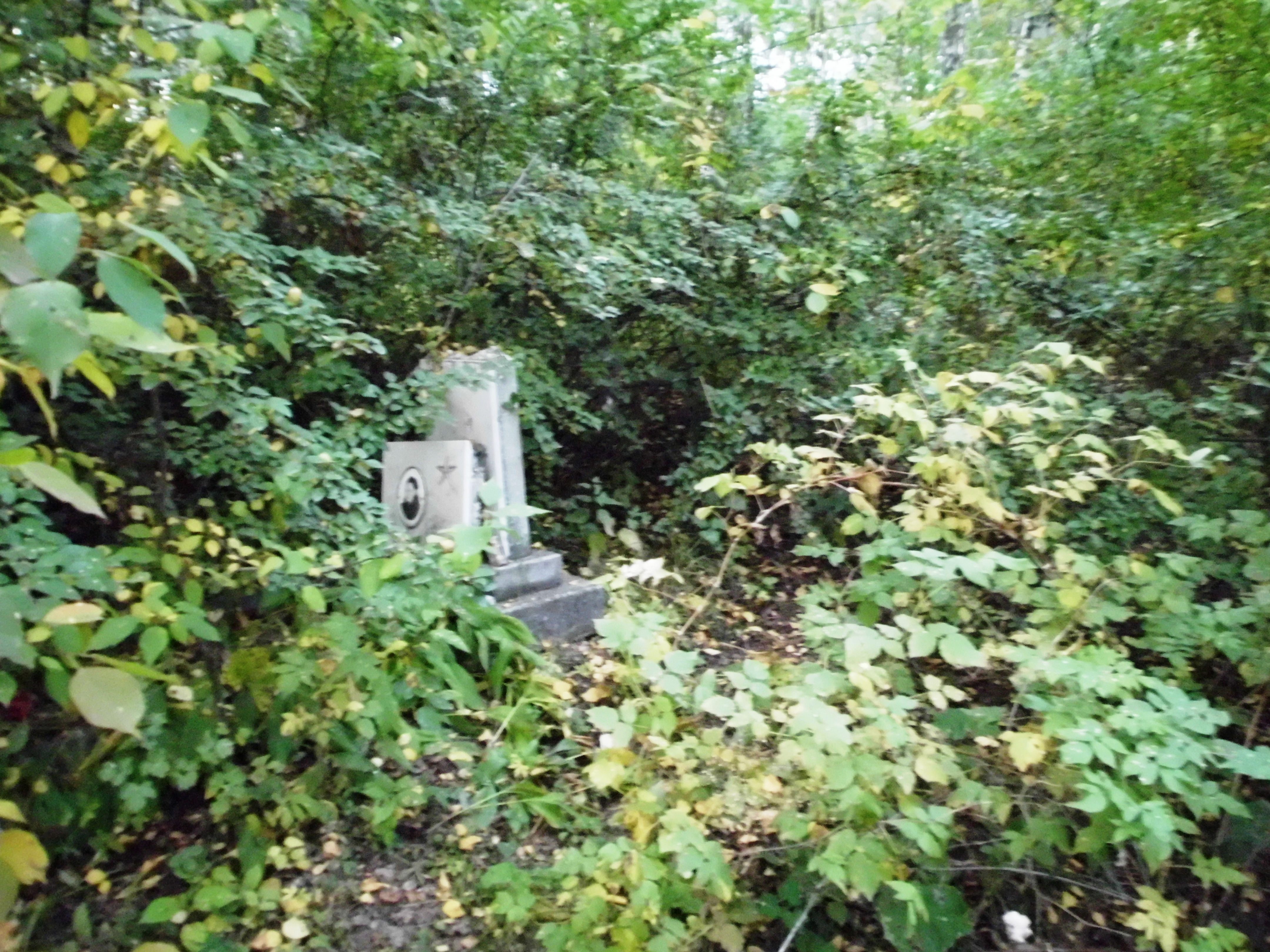
Часть могил заросла кустарником
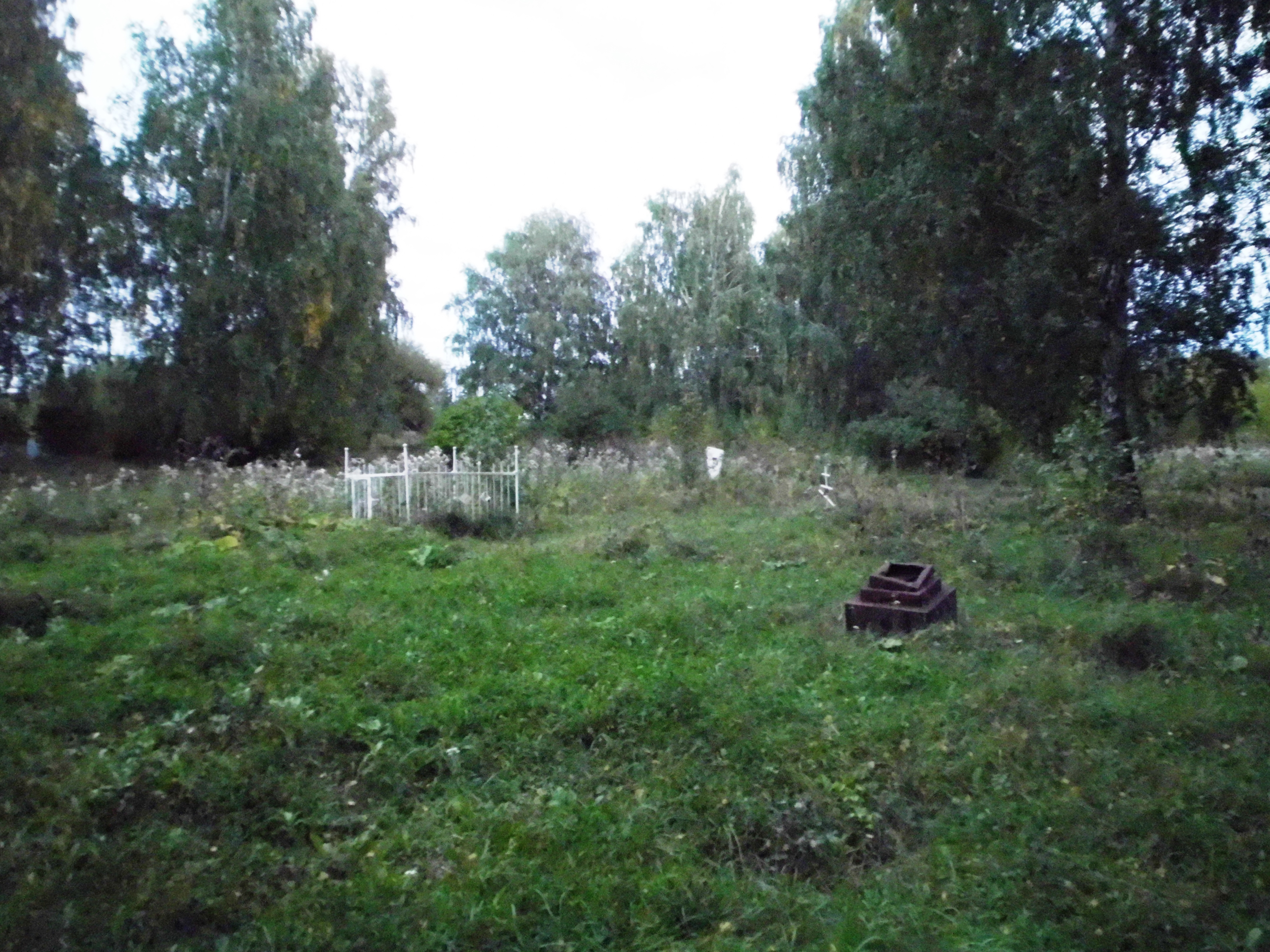
На некоторых могилах остовы памятников или оград
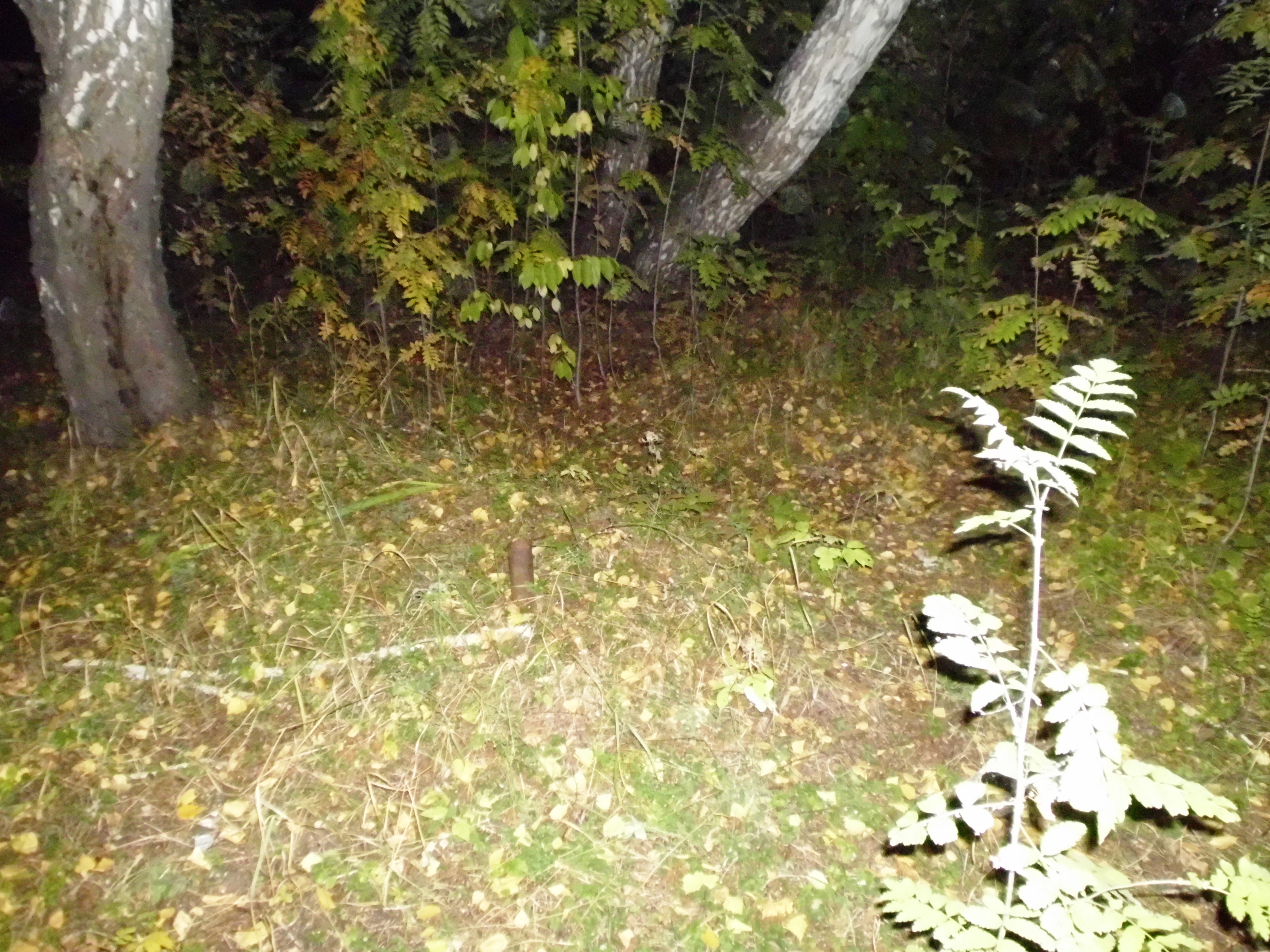
Большая часть могил представлена ныне безымянными холмиками
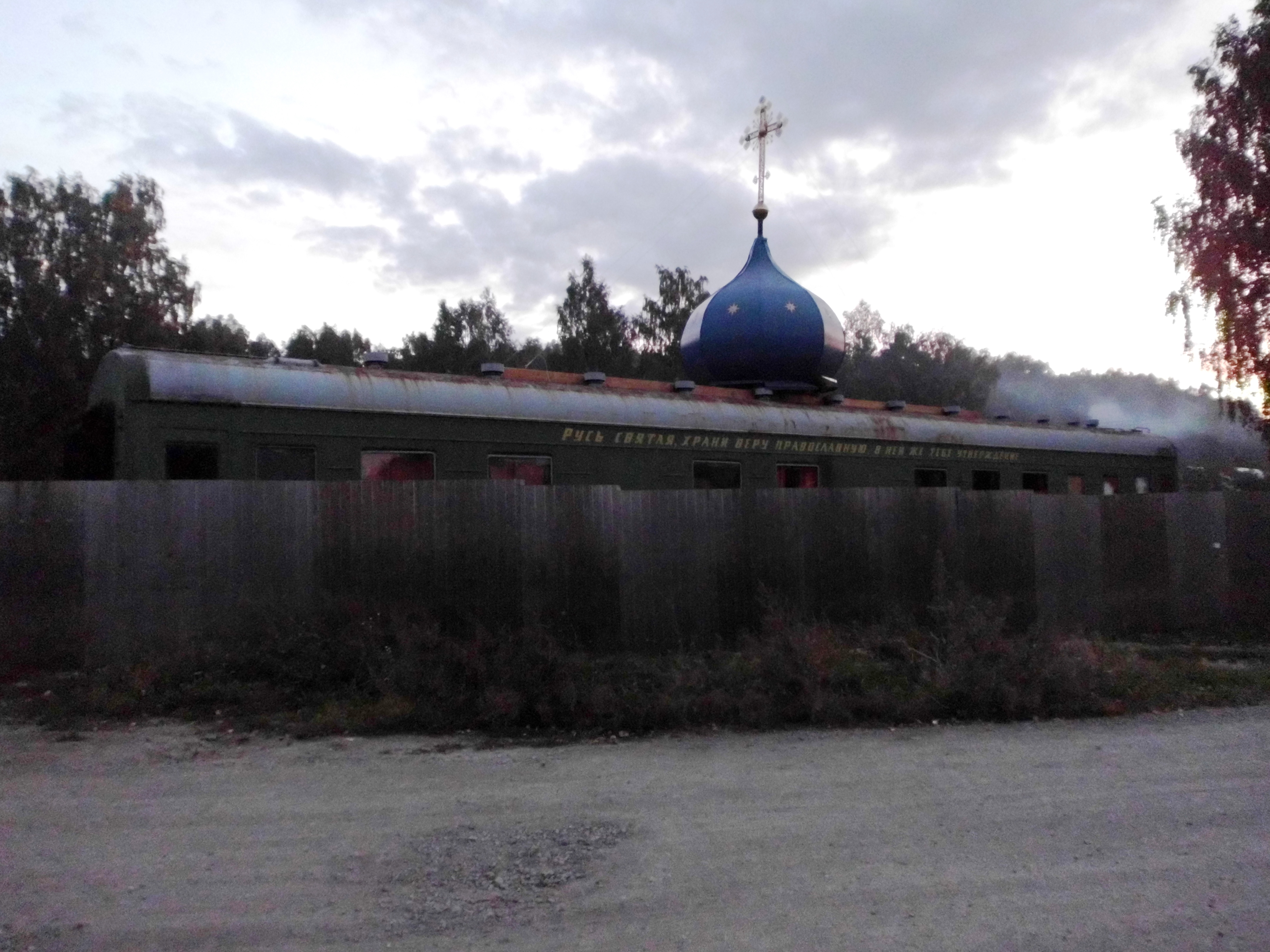
Храм в корпусе цельнометаллического пассажирского вагона на окраине кладбища (ул. Дундича)

## Известные похороненные
- Герой Советского Союза, летчик-испытатель, капитан В. Д. Луценко.[9]
- Герой Советского Союза, лейтенант Ф. П. Кривенко.

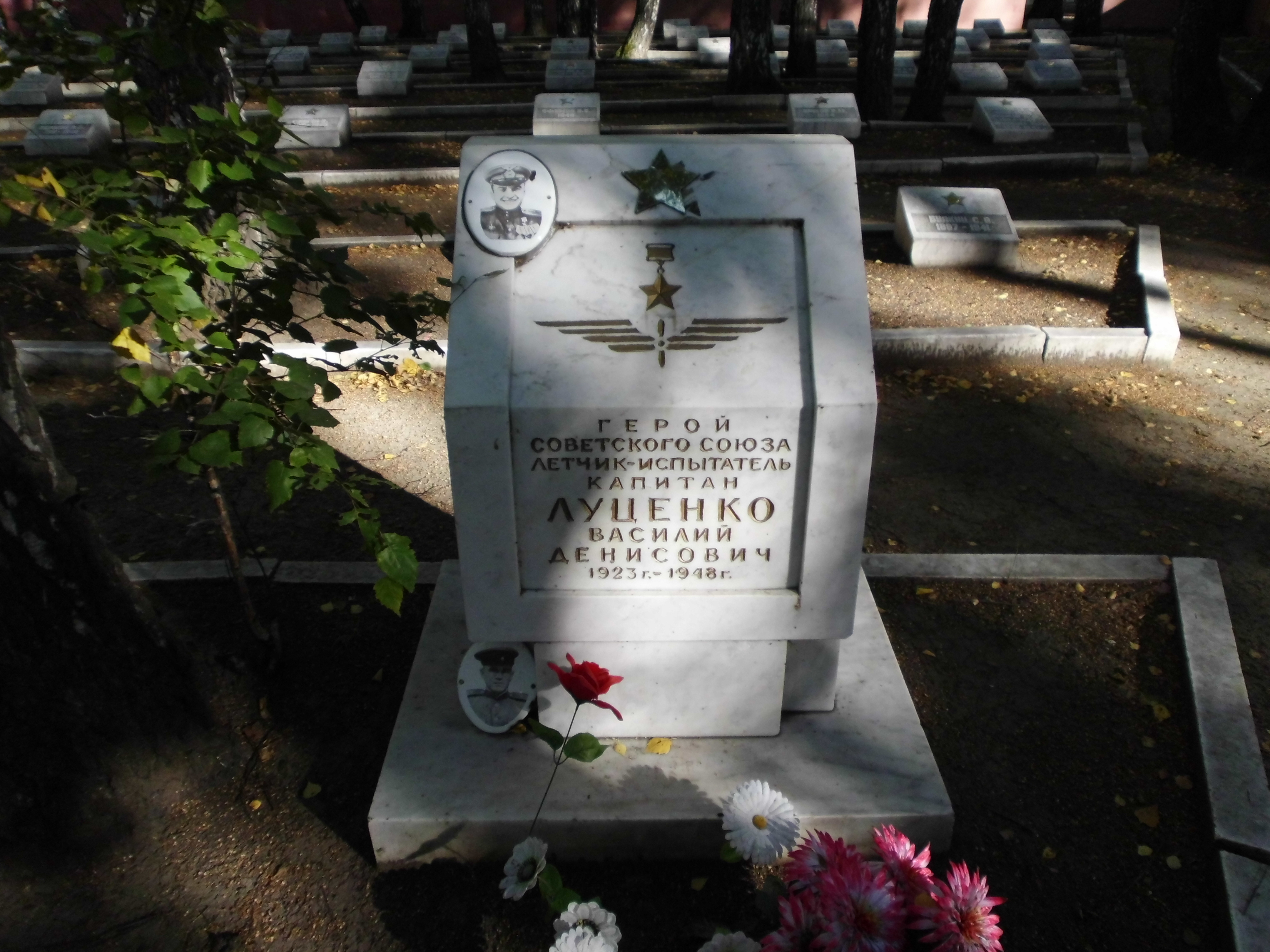
Луценко В. Д., надгробная плита в составе братской могилы
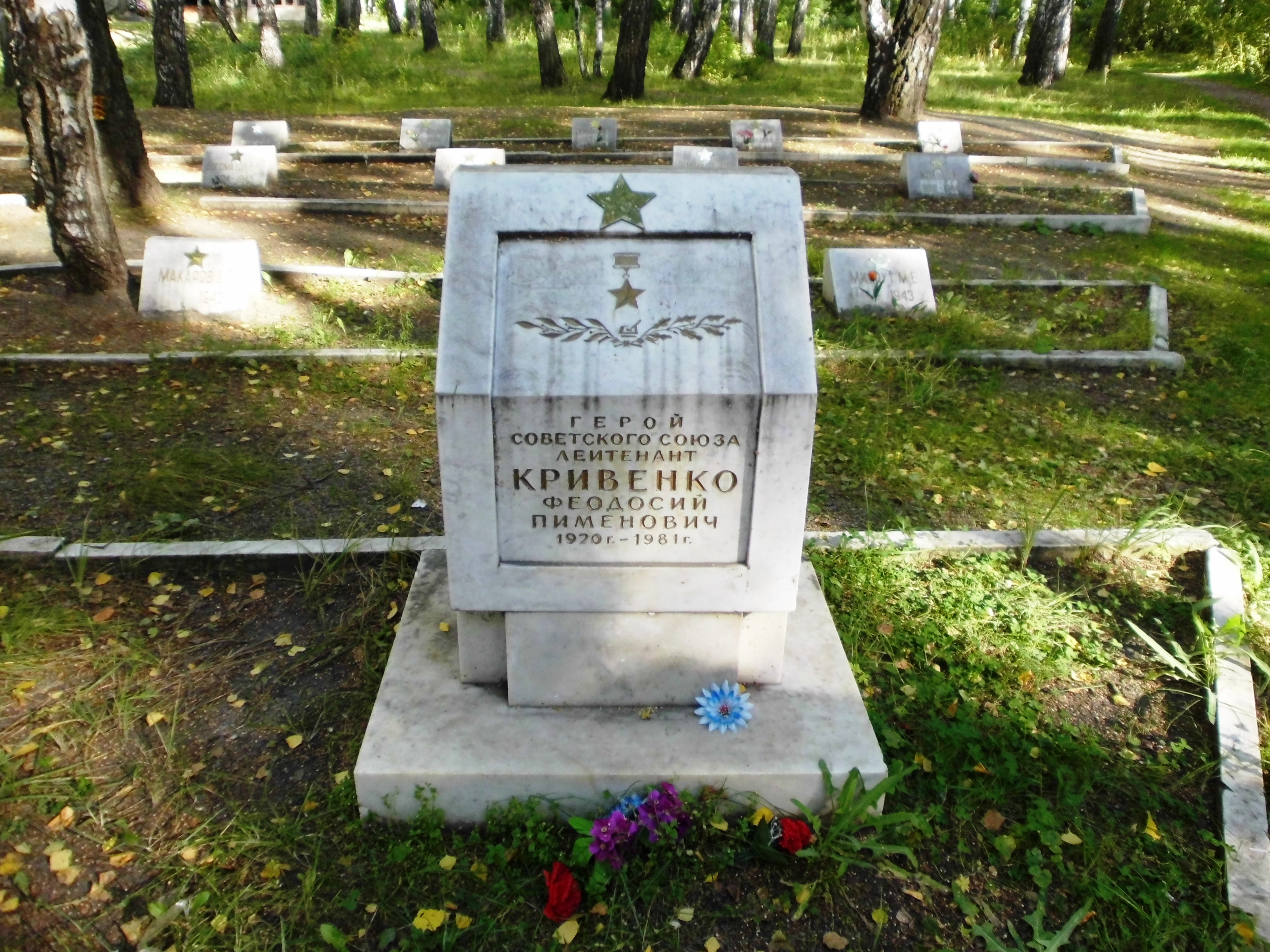
Кривенко Ф. П., надгробная плита в составе братской могилы